# Bataille de la Ghouta orientale
Guerre civile syrienne
Batailles
La bataille de la Ghouta orientale se déroule entre 2012 et 2018 pendant la guerre civile syrienne. Elle débute à l'été 2012 après la défaite des rebelles à la bataille de Damas et l'échec de leur offensive visant à prendre le contrôle de la capitale. Les combats se poursuivent alors aux alentours de Damas, dans les quartiers périphériques, les villes et les villages de la Ghouta. En 2013, les rebelles se retrouvent encerclés dans plusieurs poches : la principale se situant à l'est avec la ville de Douma et les quartiers de Qaboun, Barzeh et Jobar (en). Au sud, les insurgés résistent principalement dans les quartiers de Qadam, Beit Sahem et Yalda et dans les villes de Daraya, Yarmouk (ville), Al-Hajar al-Aswad et de Mouadamiyat al-Sham.
Plusieurs groupes rebelles participent aux combats : le plus puissant dans le gouvernorat de Rif Dimachq étant le mouvement salafiste Jaych al-Islam, dirigé par Zahran Allouche, mais des groupes affiliés à l'Armée syrienne libre comme Faylaq al-Rahmane, le Liwa Shuhada al-Islam et Faylaq al-Cham sont également présents, ainsi que les salafistes d'Ahrar al-Cham, l'Union islamique Ajnad al-Cham et les djihadistes du Front al-Nosra, qui se rebaptise Front Fatah al-Cham en 2016, puis se fond dans le Hayat Tahrir al-Cham à partir de 2017. Le régime syrien conserve quant à lui plusieurs de ses forces d'élite dans la capitale, avec notamment des éléments de la 4e division blindée et la Garde républicaine. Il est également renforcé, dès le début du conflit, par de nombreuses milices islamistes chiites pro-iraniennes venues d'Irak, du Liban, d'Iran, d'Afghanistan et du Pakistan, invoquant la protection de la mosquée de Sayyida Zeinab, un haut lieu de pèlerinage chiite au sud-est de Damas, pour justifier leur intervention aux côtés des forces de Bachar el-Assad. L'État islamique fait son apparition dans la Ghouta en 2013 et entre en conflit avec les rebelles en juillet 2014. Chassé de l'est de la Ghouta, il s'implante au sud en s'emparant du quartier de Hajar al-Aswad en juillet 2014, puis du quartier de Yarmouk en avril 2015.
Pris en étau, les rebelles perdent progressivement du terrain. La ville de Daraya est reprise par le régime en août 2016, suivie par celle de Mouadamiyat al-Cham en octobre 2016. Les quartiers de Barzé et Qaboun tombent à leur tour en mars 2017. De février à avril 2018, une vaste offensive permet finalement au régime syrien de reprendre la plus importante poche rebelle dans la Ghouta orientale, comprenant principalement les villes et quartiers de Douma, Arbine, Zamalka (en), Aïn Tarma (en) et Jobar (en). Fin mars et début avril 2018, les rebelles de Jaych al-Islam, Faylaq al-Rahmane, Ahrar al-Cham et Hayat Tahrir al-Cham capitulent et sont évacués avec des dizaines de milliers de civils vers le nord-ouest de la Syrie. Les derniers rebelles, retranchés dans les quartiers de Yalda, Bab Bila et Beit Sahem, quittent Damas le 10 mai. La dernière poche de la Ghouta, tenue par l'État islamique à Yarmouk et Hajar al-Aswad, au sud de Damas, est le théâtre de combats jusqu'au 19 mai. Après la conclusion d'un dernier accord et l'évacuation des djihadistes, Damas et sa région repassent entièrement sous le contrôle du régime syrien le 21 mai, au terme de six années de combats, la destruction de quartiers entiers, et plusieurs dizaines de milliers de morts.

## Prélude
Le 15 juillet 2012, l'Armée syrienne libre tente de remporter un coup décisif en lançant une offensive sur la capitale, Damas. Cependant l'opération est un échec : le régime résiste et organise une contre-offensive qui chasse les rebelles du centre de la capitale le 4 août. Les combats se déplacent alors en périphérie, dans la Ghouta.

## Déroulement

### Combats dans la Ghouta en 2012

Situation en octobre 2012.
Zone contrôlée par le régime syrien et ses alliés
Zone contrôlée par les rebelles
Zone contestée

Situation en novembre 2012.

Les combats se poursuivent entre les loyalistes et les rebelles aux abords de Damas,.
Du 25 juillet au 17 août est lancée la bataille d'al-Tel, qui voit la victoire de l'armée syrienne. Le 13 août, l'armée bombarde les quartiers et localités d'Assali, Nahr Aïché, Qadam, Arbine, et Artouz, autour de Damas.
Le 20 septembre, un hélicoptère est abattu par les rebelles au-dessus de Douma et un autre est abattu le 5 octobre dans la banlieue est de Damas,.
Le 30 octobre 2012, un avion du régime syrien bombarde le quartier de Jobar, toujours tenu par les rebelles à l'est de Damas. Il s'agit alors du premier bombardement aérien du conflit sur la capitale,. 
Début novembre, les loyalistes pilonnent Daraya et Mouadamiyat al-Cham. Le 19 novembre, deux groupes rebelles islamistes, Ansar al-Islam et les Brigades Jund Allah, affirment s'être emparés d'une caserne de l'armée de l'air dans le quartier d'Hajar al-Aswad. La nuit du 23 au 24 novembre, des combats ont lieu au sud de Damas dans les quartiers de Qadam et Tadamon, qui sont bombardés.
Le 25 novembre 2012, les rebelles s'emparent de l'aéroport militaire de Marj al-Sultan, à 15 kilomètres à l'est de Damas, au terme de combats ayant fait plus de 16 morts chez les loyalistes et 31 tués du côté des insurgés,. Le même jour, les rebelles s'emparent également d'un camp du Front populaire de libération de la Palestine-Commandement général (FPLP-CG) à al-Rayhane, près de Douma.
Le 29 novembre, les rebelles coupent la route menant à l'aéroport international de Damas, au sud-est de la capitale, et tirent des obus de mortier sur la piste de l'aéroport. L'armée syrienne lance alors dans la soirée une offensive à l'est de Damas, et notamment le long de la route de l'aéroport,. Les loyalistes visent également les villes d'Harasta et Douma, tandis que des combats ont aussi lieu dans les quartiers de Bab Bila et de Tadamon, au sud de la ville. Les combats aux abords de l'aéroport s'achèvent le 30 novembre à l'aube à l'avantage des loyalistes ; la route de l'aéroport est alors rouverte.

### Début du siège de Yarmouk
En août 2012, les combats éclatent dans le quartier de Yarmouk, un ancien camp de réfugiés palestiniens administré par l'UNRWA,,. Les Palestiniens se déchirent entre ceux qui soutiennent le régime — avec le Front populaire de libération de la Palestine-Commandement général (FPLP-CG) — et ceux qui soutiennent la rébellion — avec notamment Aknaf Beit al-Maqdess, un groupe proche du Hamas, et le Liwa al-Assifa,. 
En décembre 2012, les combats tournent à l'avantage des rebelles qui chassent le FPLP-CG de Yarmouk,. Le 16 décembre, Yarmouk est bombardé pour la première fois depuis le début du conflit, ce qui provoque l'exode de la très grande majorité des habitants,,. Le quartier est ensuite assiégé par les loyalistes,,. Les habitants vivent dans des conditions très dures : entre début 2013 et avril 2015, 170 à 200 personnes meurent de malnutrition et d'absence de médicaments selon l'Observatoire syrien des droits de l'homme (OSDH),,,,,.

### Offensive rebelle de février 2013

Situation en février 2013.

Le 6 février 2013, les rebelles lancent une grande attaque, surnommée « bataille de l'Armageddon » contre les troupes loyalistes défendant Damas. Ils entrent dans le district damascène de Jobar (en). Ces derniers effectuent également des attaques sur Adra au nord-est de la capitale,,. Les combats touchent les quartiers de Jobar, Qaboun et Tadamon. Le 7 février, les bombardements loyalistes sont alors les plus intenses depuis des mois à Damas.
Le 10 février 2013, l'opposition s'empare d'un autre point de contrôle de l'armée syrienne dans le district de Jobar bien que l'OSDH affirme que les combats pour l'autoroute continuent et que les forces gouvernementales ont repris le secteur après avoir bombardé les positions rebelles.
Le 19 février 2013, les rebelles déploient des camions chargés de canons anti-aériens dans le district de Jobar afin de consolider leurs progrès réalisés dans le quartier Est de Damas. Le 20 février 2013, un Scud syrien touche le centre de commandement de la brigade insurgée Liwa al-Islam à Douma, blessant son commandant, Cheikh Zahran Allouche et tuant d'autres rebelles.
Le 21 février 2013, trois attentats à la voiture piégée visent des cibles de l'armée dans le quartier Barzeh de Damas. L'OSDH affirme que 22 personnes, pour la plupart des soldats, ont été tuées. Le lendemain, un nouvel attentat fait au moins 83 morts à Damas. Les séries d'attentats meurtriers qui frappent la Syrie depuis le début de l'année 2013 sont revendiqués pour la plupart par le Front al-Nosra.
Le 27 février, l'OSDH affirme que les rebelles ont tiré plusieurs obus de mortier sur le département militaire, judiciaire et de littérature de l'université de Damas.
Le 2 mars 2013, des combats sont signalés à Daraya entre l'armée et les rebelles après que ces derniers eurent pris en embuscade une colonne syrienne tentant de pénétrer dans la ville. Le 3 mars 2013, des tirs de roquette rebelles touchent les quartiers-généraux de l'armée syrienne, à Damas. Le 12 mars 2013, trente déserteurs sont tués près de Damas, dans une embuscade loyaliste alors qu'ils tentaient de rejoindre l'est de Ghouta sous contrôle rebelle.
Le 18 mars 2013, les rebelles attaquent au mortier le palais présidentiel et l'aéroport international de la capitale. Il n'y a aucune certitude qu'il y ait eu des pertes parmi les rangs de l'armée loyaliste. Le 25 mars 2013, les insurgés lancent l'un des bombardements les plus importants du centre de Damas depuis le début du conflit. Des mortiers touchent la place Ummayad, les quartiers-généraux du Parti Baas, les services de renseignement de l'armée de l'air et la télévision d'État, progressant dans le district de Kafr Sousa. Le 28 mars 2013, des tirs de mortiers rebelles touchent l'université de Damas, tuant 15 étudiants et en blessant 7 autres.

### Encerclement de la Ghouta orientale, à partir d'avril 2013

Situation en mars 2013.

Le 7 avril 2013, l'armée syrienne, soutenue par ses chars, lance une contre-offensive à l'Est de Damas. Elle s'empare d'Otaybah et encercle alors la poche tenue par les rebelles dans la Ghouta orientale,.
Le 15 avril 2013, au moins vingt personnes sont tuées dans des raids aériens et des barrages d'artillerie gouvernementaux au nord-est de Damas. Les rebelles se regroupent dans les quartiers de Qaboun et Barzeh afin de limiter le risque d'être exposés à d'éventuelles armes chimiques et ainsi combattre les forces gouvernementales dans des combats rapprochés.
Le 16 avril 2013, au moins 41 civils sont exécutées par balles à Tadamon, dans la banlieue de Damas, par la branche 227 du service de renseignement militaire syrien. Une vidéo diffusée en 2022 par un déserteur montre les prisonniers, les yeux bandés, contraints de courir puis de chuter un par un dans une fosse, où ils sont mitraillés. Les corps sont ensuite brûlés. 
Le 21 avril 2013, après cinq jours de combats et entre cent et 250 morts, les loyalistes prennent la ville de Jdeidet al-Fadl, dans le sud-ouest de Damas,.
Le 24 avril 2013, l'armée syrienne reprend le village d'Otaiba à l'est de Damas, qui était occupé depuis huit mois par les rebelles. Les loyalistes reprennent aussi plusieurs villages près de la frontière libanaise.
Les rebelles, qui commencent à reculer, accusent le Hezbollah libanais d'envoyer des « troupes d'élite » afin de soutenir al-Assad.
Le 28 avril 2013, un avion israélien exécute un survol du palais présidentiel à Damas. Selon l'ASL, il vient d'attaquer un centre de recherche d'armes chimiques, près de Damas.
Le 29 avril 2013, le Premier ministre syrien Wael al-Halki échappe de peu à une tentative d'assassinat : sa voiture a été la cible d'un attentat à la bombe dans le district de Mazzeh à Damas. Le 30 avril, une bombe explose dans le centre-ville de Damas, tuant au moins 13 personnes.
Le 5 mai 2013, ce sont six attaques aériennes israéliennes qui sont menées contre des cibles militaires dans la région de Damas. Israël a aussi lancé des roquettes sur le centre de recherches de Jamraya (nord de Damas) que son aviation avait déjà attaqué le 29 janvier 2013. Une quinzaine de soldats syriens ont été tués,,. Le 27 mai 2013, un journaliste du journal français Le Monde écrit que les forces de Bachar el-Assad auraient utilisé des armes chimiques dans la région de la capitale.
Le 28 mai, une offensive loyaliste est lancée sur le quartier de Barzé. L'armée avance de 400 mètres dans le nord-ouest de Barzé, non loin de l'hôpital militaire de Techrine. 
Début juin, des combats intenses ont lieu dans le quartier de Jobar. Le 2 juin, un attentat à la voiture piégée à Jobar, tue au moins neuf  policiers et blesse des civils,. Le 11 juin 2013, vingt-sept rebelles sont tués dans une embuscade tendue par l'armée dans l'est du district de Ghouta alors qu'ils tentaient de percer le blocus militaire; ceci afin de permettre l'arrivée de renforts et d'approvisionnements.
Le 15 juin 2013, la télévision d'État syrienne indique que l'armée a repris Ahmadiyeh dans la banlieue de Damas. Trois jours plus tard, l'armée syrienne lance vainement des opérations militaires afin de reprendre le district de Qaboun.
Le 19 juin 2013, le Hezbollah et l'armée loyaliste livrent bataille aux rebelles près de l'hôpital de Khomeini. Le lendemain, les forces gouvernementales continuent leur progression. Ils reprennent du terrain en s'emparant de plusieurs villages près de Damas. Dans le même temps, les rebelles indiquent être toujours encerclés dans le district de Ghouta où ils sont isolés.
Le 21 juillet 2013, les forces loyalistes tuent au moins 49 combattants rebelles, dans un faubourg stratégique de Damas, près d'Adra. La route était utilisée par les rebelles depuis plusieurs mois pour faire entrer des armes à Damas. Le 7 août 2013, au moins 62 rebelles sont tués par l'armée syrienne, dans un secteur à l'ouest de la ville industrielle d'Adra, selon l'Observatoire syrien des droits de l'homme (OSDH),.
Le 1er octobre 2013, les rebelles pénètrent de nouveau dans le district de Jobar.

### Attaque chimique dans la Ghouta orientale en août 2013

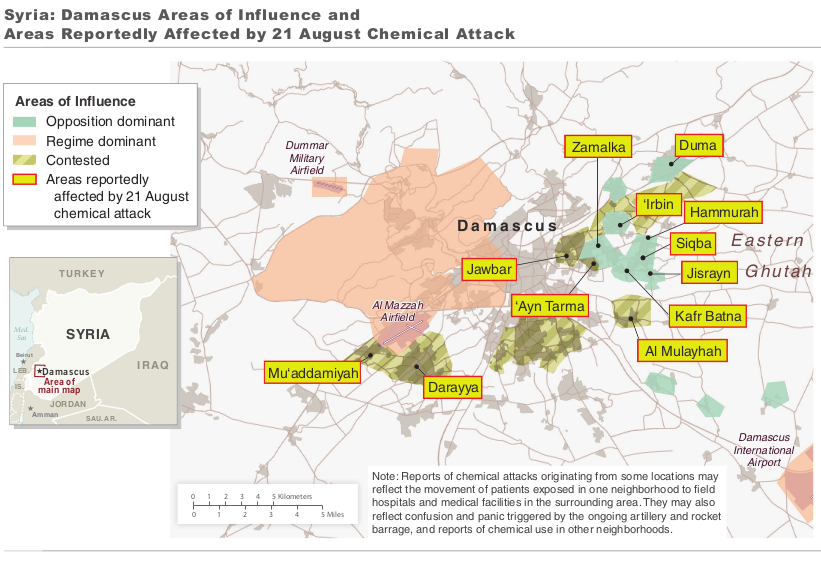
Emplacements des explosions chimiques le 21 août 2013.

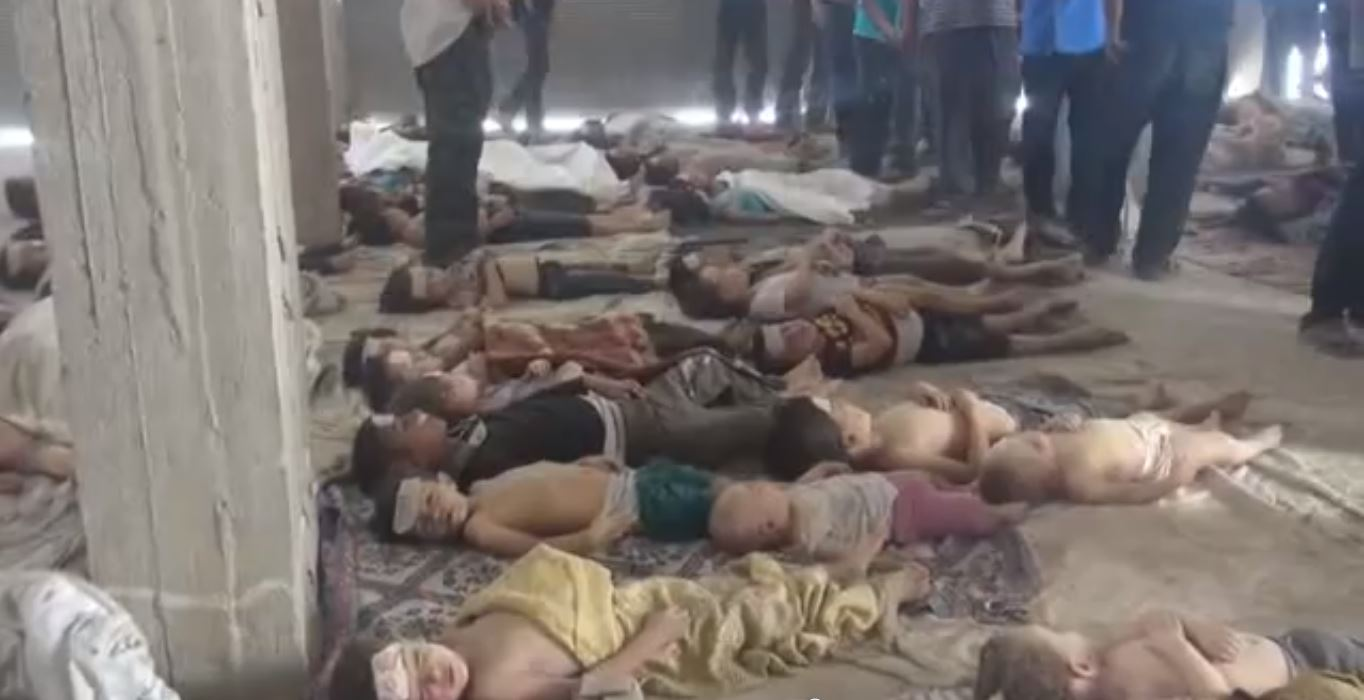
Victimes du massacre de la Ghouta, le 21 août 2013.

Fin 2012, le régime syrien commence à recourir aux armes chimiques et en particulier au gaz sarin,. Dans les villes et les quartiers tenus par les rebelles de la Ghouta, à l'est et au sud de Damas, les attaques chimiques débutent en mars 2013, mais elles sont initialement de faible ampleur,. Cependant le 21 août, une offensive de l'armée syrienne s'accompagne d'une attaque au sarin particulièrement meurtrière : entre plusieurs centaines et près de 2 000 personnes sont tuées selon les estimations, dont un grand nombre de femmes et d'enfants,. Pour les pays occidentaux, la « ligne rouge » est franchie et les États-Unis, la France et le Royaume-Uni envisagent sérieusement d'intervenir militairement en Syrie en lançant une campagne de frappes aériennes contre le régime de Bachar el-Assad. Mais à Londres, la Chambre des communes vote contre une intervention tandis qu'à Washington, le président Barack Obama hésite et demande l'autorisation du Congrès,. La Russie propose alors un plan de démantèlement de l'arsenal chimique syrien, sous la supervision de l'OIAC. Le régime syrien accepte et le 14 septembre 2013, les États-Unis et la Russie annoncent qu'un accord a été trouvé. Le démantèlent dure plus de deux ans ; l'OIAC annonce la destruction totale de l'arsenal déclaré par Damas le 5 janvier 2016. Le régime syrien ne cesse cependant pas son utilisation d'armes non conventionnelles et commence dès octobre 2013 à recourir au chlore,.

### Offensives de juillet à décembre 2013

Situation en septembre 2013.

Le 21 juillet, des combats près d'Adra font 49 morts chez les rebelles selon l'OSDH. Le 7 août, au moins 62 rebelles sont tués dans une embuscade près de la cité industrielle. Le 2 septembre, au moins 29 rebelles sont tués dans une autre embuscade dans la même zone,,.
Le 1er septembre 2013, au moins 46 rebelles sont tués dans une offensive à Rouheiba, au nord-est de Damas, et onze autres insurgés sont tués le même jour dans d'autres combats dans le gouvernorat de Rif Dimachq, selon l'OSDH. 
Au centre de Damas: Le quartier de Tadamon est une zone dévastée après des mois de combats acharnés. Ce quartier est tenu par des milices de la Défense nationale créée par Bachar el-Assad. Les miliciens, aux fins d'éviter les tirs de snipers rebelles, ont posé des caméras pour surveiller les rues les plus stratégiques du quartier. Des tirs sont parfois échangés avec des rebelles infiltrés.
Dans la banlieue de la capitale syrienne à Jobar, à Daraya et Barzeh, l'offensive de l'armée syrienne continue.
Le 23 octobre 2013, un assaut coordonné de plusieurs factions rebelles parvient à prendre le puissant complexe loyaliste de Tameco. Au moins 70 soldats sont tués et la voie est désormais grande ouverte vers le centre-ville via le quartier de Zablatani. Les combats se déroulent désormais à 2 kilomètres du palais présidentiel.
Dans la nuit du 23 au 24 octobre, les rebelles bombardent l'aéroport international de Damas ainsi qu'une centrale thermique du sud de la ville, occasionnant une coupure de courant massive dans les gouvernorats de Damas, Deraa et Homs. Profitant du chaos engendré par la coupure d'électricité et par la nuit, les rebelles lancent une offensive massive pendant la nuit sur le quartier de Zablatani et prennent les loyalistes par surprise ; les combats sont également très intenses dans le district de Jobar, à l'intérieur de Damas.
Le 24 octobre, l'armée syrienne s'empare de la localité de Hteitit Al-Turkman après trois jours de combats qui ont fait selon l'OSDH au moins 25 morts chez les loyalistes et 17 du côté des rebelles.
Le 25 décembre, une trêve est conclue entre les loyalistes et les rebelles à Mouadamiyat al-Cham, une ville assiégée et tenue par les insurgés au sud-ouest de Damas ; pourtant des combats reprennent dès le 26 décembre,

### Offensive rebelle à Adra en décembre 2013
Le 11 décembre 2013, Jaych al-Islam, le Front al-Nosra et l'État islamique en Irak et au Levant s'emparent d'Adra, une ville à majorité alaouite abritant aussi des communautés sunnite, druze et chrétienne,. Plusieurs dizaines de combattants loyalistes sont tués lors des combats. Des centaines de civils — des membres de comités populaires et des femmes parentes de militaires — sont capturés par Jaych al-Islam,. Selon l'OSDH, au moins 32 civils, en majorité des alaouites, sont également tués,. Le 18 décembre, des djihadistes de l'État islamique en Irak et au Levant décapitent trois alaouites. Les rebelles proposent au régime un échange de prisonniers, mais l'offre est rejetée. Le 13 décembre, l'armée syrienne et le Hezbollah tentent une contre-offensive pour reprendre la ville, mais ils n'enregistrent qu'une faible progression,,.

### Accords de cessez-le-feu dans les quartiers au sud de Damas
En janvier 2014, plusieurs accords de cessez-le-feu — négociés par des personnalités politiques ou des hommes d'affaires locaux — sont conclus entre le régime et les rebelles, dans des villes et des quartiers au sud de Damas — à Mouadamiyat al-Cham, Yarmouk, Beit Sahem et Yalda — mais aussi à Barzeh dans l'est et Qudsaya à l'ouest,. Le 17 février une trêve est également conclue dans le quartier sud de Bab Bila. En échange d'une amnistie et de l'entrée de nourriture dans les localités assiégées, les rebelles remettent leurs armes lourdes et acceptent de hisser le drapeau officiel syrien,. Des postes de contrôle communs entre loyalistes et rebelles sont établis dans certaines localités. Ces accords sont cependant fragiles ; Qudsaya est ainsi de nouveau assiégée quelques semaines après la conclusion de la trêve, à la suite de l'assassinat d'un officier alaouite et de son fils qui s'étaient aventurés dans la zone rebelle, en violation de l'accord. À Yarmouk, l'accord sur l'acheminement de nourriture est rompu après de nouveaux affrontements entre les loyalistes et le Front al-Nosra. Le 18 août 2014, un nouvel accord de « réconciliation » est conclu, cette fois à Qadam, au sud de Damas.

### Embuscade d'Otaybah en février 2014
Le 26 février 2014, à l'est de Damas, une troupe de 160 à 250 combattants du Front al-Nosra et de Jaych al-Islam tombe dans une embuscade particulièrement meurtrière, tendue par les hommes du Hezbollah. Entre 150 et 200 rebelles sont tués,,.

### Conflit entre les rebelles et l'État islamique dans la Ghouta en 2014
En janvier 2014, la guerre entre les rebelles et l'État islamique en Irak et au Levant éclate dans l'ensemble de la Syrie. Début juillet, à l'est de Damas, les forces de Jaych al-Islam passent à l'offensive contre les djihadistes de l'État islamique. Après trois semaines de combats, ces derniers sont chassés des localités de Mesraba (en), Midaa (en), à l'est de Douma, ainsi que de Yalda (en) et Beit Sahem (en), au sud,. Les djihadistes se replient alors au sud de la capitale et investissent le quartier d'Al-Hajar al-Aswad, ainsi qu'une partie de Tadamon et de Qadam,. Le 12 septembre, les rebelles d'Hajar al-Aswad et les djihadistes de l'État islamique concluent un accord de cessez-le-feu.

### Combats entre rebelles et loyalistes dans la Ghouta orientale en 2014

Situation dans la Ghouta en août 2014 :
Zone contrôlée par le régime syrien et ses alliés
Zone contrôlée par les rebelles
Zone contrôlée par les rebelles sous cessez-le-feu
Zone contestée

Au cours de l'année 2014, les rebelles, assiégés, commencent à creuser des tunnels, principalement sous les quartiers de Barzé et Qaboun, afin de pouvoir se ravitailler en armes, en munitions, en essence, en fioul, en vivres et en médicaments. Certains sont suffisamment larges pour faire passer des véhicules. Selon Benjamin Barthe, journaliste au Monde : « Il arrive aussi que des camions de marchandises, affrétés par un entrepreneur proche du pouvoir, Mohiyeddine Manfouche, franchissent le point de passage de Wafidine, au nord de Douma. Ces livraisons remplissent aussi bien les caisses du régime, à qui l’opportuniste Manfouche reverse une commission, que les poches d’Abou Ali Khibbiyeh, un ex-peintre en bâtiment, mi-rebelle mi-gangster, dont le groupe armé, affilié à la Liwa Chouhada Douma, prélève une taxe sur chaque convoi. Les seuls à ne pas profiter de ce marché noir sont les résidents de la Ghouta, qui se ruinent pour acheter des produits à des prix prohibitifs, les arrivages étant trop rares pour juguler l’inflation ».
Les bombardements se poursuivent également. Selon Benjamin Barthe : « Ils suivent un protocole fixe, quasi bureaucratique. D’abord les raids aériens, dès que le soleil se lève et que les pilotes peuvent ajuster leurs tirs, puis les missiles sol-sol, et enfin l’artillerie durant la soirée et la nuit. Seuls les barils explosifs, la hantise d’Alep-Est, manquent à l’appel. Et pour cause : la Liwa Al-Islam s’est emparée dans une base militaire d’un véhicule antiaérien, le 9K33 Osa, équipé de missiles à courte portée. De quoi dissuader les hélicoptères, d’où ces engins de mort sont largués, de survoler la Ghouta ».
Pendant l'été 2014, les trois principaux groupes rebelles de la Ghouta orientale — Jaych al-Islam, Faylaq al-Rahmane et l'Union islamique Ajnad al-Cham — établissent des institutions communes : un conseil judiciaire et un conseil militaire. Les communes de la Ghouta orientale se dotent également de conseils municipaux, élus démocratiquement. Une liste nassériste arrive notamment en tête à Douma, devant une liste salafiste soutenue par Jaych al-Islam.
Le 4 mai 2014, les loyalistes s'emparent de la moitié de la localité de Mleiha.
Le 31 août 2014, l'armée syrienne effectue des bombardements intenses sur le quartier de Jobar, à l'est de Damas,.
Le 6 septembre, les loyalistes et le Hezbollah prennent la localité de Hteitet Jarash.
Le 9 septembre, des bombardements du régime à Douma font 25 morts, dont 10 enfants. Deux jours plus tard, un nouveau raid tue 42 personnes, dont un nombre indéterminé de rebelles, sept enfants et deux femmes selon l'OSDH.
Le 20 septembre, les rebelles s'emparent de Dakhaniyeh, au sud-est de Damas, un village stratégique qui leur permet de tirer des obus sur la capitale. Le 22, les loyalistes contre-attaquent et lancent un assaut sur le village, au moins 10 rebelles sont tués.
En novembre, une nouvelle milice est formée : le Jaich al-Wafa (Armée de la loyauté), composée d'anciens rebelles ayant changé de camp.
Au moins 25 soldats loyalistes sont tués dans une embuscade tendue la nuit du 22 au 23 novembre à Zabdin par des hommes du Front islamique et du Front al-Nosra.

### Offensive loyaliste à Adra en septembre 2014
Mi-septembre 2014, l'armée syrienne et des miliciens de l'Armée de libération de la Palestine lancent une offensive pour reprendre Adra, au nord-est de Damas. La ville est alors désertée par toute sa population civile et est contrôlée depuis décembre 2013 par Jaych al-Islam. Le 25 septembre 2014, après une attaque menée sur cinq axes depuis la zone industrielle, l'armée syrienne reprend la contrôle de la cité ouvrière. Adra est alors reprise en quasi-totalité par loyalistes, les rebelles ne maintiennent une présence que dans la vieille ville.
Selon le média pro-régime Al-Masdar, 73 soldats loyalistes ont été tués à Adra, contre au moins 118 morts et 34 prisonniers du côté des rebelles,.

### Intenses bombardements dans la Ghouta au cours de l'année 2015
En janvier 2015, environ 150 civils sont tués par les bombardements du régime, dont 60 à Douma, selon le Centre de documentation des violations en Syrie (VDC). Le 2 février 2015, 11 civils sont tués à Douma par des raids du régime, en représailles les forces de Jaych al-Islam tirent au moins 49 obus sur Damas, faisant 10 morts parmi les habitants. La nuit suivante, l'aviation syrienne frappe dans la région de la Ghouta orientale, faisant 82 morts selon l'OSDH, dont 11 combattants et 13 enfants,. Selon le VDC, les frappes loyalistes tuent au moins 120 civils, dont 40 enfants, dans la première semaine de février et environ 1 000 personnes sont blessées. Pour interpeller la communauté internationale et dénoncer les bombardements du régime contre les civils, des rebelles réalisent une mise en scène fictive à Douma où sont montrés des enfants vêtus d'uniformes orange enfermés dans une cage, près de laquelle est approchée une torche enflammée. Cette vidéo renvoie à l'exécution du pilote jordanien Mouath al-Kassaesbah, brûlé vif dans une cage par l'État islamique,.
Le 9 mars, 60 rebelles de la brigade al-Anfal se rendent au régime au sud de Damas.
Le 3 mai, le régime s'empare du village de Midaa (en) et coupe la dernière route de ravitaillement des rebelles. Le 7 mai, Midaa est reprise par les rebelles.
Le 16 août, des attaques aériennes du régime syrien à Douma font au moins 117 morts et 250 blessés selon l'OSDH, en majorité des civils. C'est le raid le plus meurtrier du régime depuis le début de la guerre,,,,. Selon l'OSDH, les frappes aériennes du régime s'intensifient dans la Ghouta orientale du 16 au 26 août, faisant au moins 257 morts, dont 50 enfants, et plus de 1 000 blessés. Pour sa part, la Défense civile recense au cours de la même période 265 morts, dont 44 enfants et 33 femmes et plus de 1 200 blessés,.

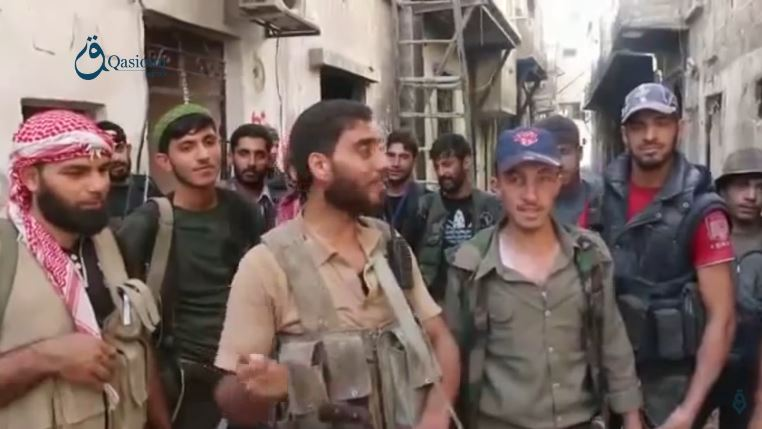
Des rebelles de Faylaq al-Rahmane dans le quartier de Jobar, le 17 octobre 2015.

Le 8 septembre, les rebelles lancent une offensive au nord-est de Damas, ils attaquent Harasta et Dahiyat el-Assad. Le 9, le Jaych al-Islam attaque la prison d'Adra, la plus grande du pays où sont enfermées 5 000 personnes. Le 11, les rebelles s'emparent de deux bâtiments dans la section des femmes. Les loyalistes évacuent alors toute la section des femmes, ainsi que les détenues. Selon l'OSDH, au moins 15 loyalistes et 9 rebelles sont tués. Au 13 septembre, selon l'OSDH, les combats ont fait au moins 46 morts chez les rebelles et 41 du côté loyaliste.
Le 14 octobre, les forces du régime syrien bombardent les positions rebelles pour tenter de déloger les insurgés qui encerclent une grande partie de Damas. Les bombardements avec l'artillerie lourde, les roquettes et d'autres projectiles commencent vers six heures du matin (03H00 GMT) et durent trois heures.
Le 30 octobre, un bombardement du régime frappe un marché de Douma. Au moins 59 personnes sont tuées selon l'OSDH. Pour Médecins sans frontières (MSF), le bilan est de 70 morts et 550 blessés. En représailles, le 1er novembre, les rebelles de Jaych al-Islam rassemblent plusieurs dizaines, voire plusieurs centaines, de prisonniers. Ces derniers sont des soldats du régime et des civils, dont des femmes, capturés pour un certain nombre à Adra en décembre 2013. Les captifs sont ensuite dispersés dans des cages à Douma et dans plusieurs villages de la Ghouta orientale, afin de servir de boucliers humains contre les frappes aériennes des loyalistes,.
Le 4 décembre, au moins 41 civils, dont 16 enfants, sont tués par des frappes aériennes à Jisrine, Kafar Batna et Douma.

### Prise du quartier de Yarmouk par l'État islamique en avril 2015

Situation dans la Ghouta en avril 2015 :
Zone contrôlée par le régime syrien et ses alliés
Zone contrôlée par les rebelles
Zone contrôlée par les rebelles sous cessez-le-feu
Zone contrôlée par l'État islamique
Zone contestée

Le 1er avril 2015, plusieurs centaines de djihadistes de l'État islamique entrent dans Yarmouk, un camp de réfugiés palestiniens devenu un district de Damas alors peuplé de 18 000 habitants selon l'ONU, contre 150 000 avant le début de la guerre,,,,,,,. L'attaque est lancée au sud, depuis le quartier limitrophe de Hajar al-Aswad, avec l'aide, pour la circonstance, du Front al-Nosra,,,. L'État islamique affronte les combattants du groupe rebelle palestinien Aknaf Beit al-Maqdess, proche du Hamas. Selon l'OSDH, l'EI contrôle 70 % de Yarmouk le 3 avril, puis 90 % le lendemain. L'OLP affirme de son côté que jusqu'à 70 % du camp de Yarmouk est tombé aux mains de l'EI au cours des combats d'avril 2015. Une partie du camp, au nord, demeure aux mains des forces loyalistes.
Des décapitations sont commises par les djihadistes et des rumeurs d'exactions — dont l'ampleur est parfois exagérée — provoque la panique et la fuite des habitants,. Au cours de ces combats, des frappes aériennes continuent également d'être menées par les avions et les hélicoptères du régime,. Selon un responsable de l'Organisation de libération de la Palestine (OLP), 2 000 civils fuient Yarmouk les 3 et 4 avril et trouvent refuge au quartier de Zahira, tenu par l'armée syrienne,. Cependant ces déclarations sont contestées par Shaml Media, un réseau de médias palestinien en Syrie, qui affirme que seulement 180 personnes ont quitté Yarmouk pour les zones loyalistes. Au moins 4 000 civils fuient également vers les quartiers voisins de Bab Bila, Yalda et Beit Sahm, tenus par les rebelles, mais également situés dans la zone assiégée. 120 combattants d'Aknaf Beit al-Maqdess choisissent également de se rendre aux forces du régime syrien pour échapper aux djihadistes. Le 6 avril, l'EI tient le centre, le sud et l'ouest du camp, tandis qu'Aknaf Beit al-Maqdess contrôle encore le nord et l'est,. Le même jour, le Conseil de sécurité des Nations unies réclame un accès humanitaire à Yarmouk. Du 1er au 10 avril, selon l'Observatoire syrien des droits de l'homme, au moins huit civils et trente combattants ont été tués, sept membres d'Aknaf Beit al-Maqdess ont été exécutés, dont deux par décapitation,,,. Au moins 10 rebelles ont également été faits prisonniers par l'EI. 
Au cours des combats, le groupe Jaych al-Islam propose d'intervenir contre l'État islamique, mais le Front al-Nosra annonce le 5 avril avoir refusé de laisser passer ses combattants dans les zones sous son contrôle et affirme vouloir rester neutre,,.
Le 8 avril, Ahmad Majdalani se rend en Syrie en tant que représentant de l'OLP pour une réunion avec les organisations palestiniennes, à l'exception d'Aknaf Beit al-Maqdess. Le lendemain, il annonce que ces organisations ont accepté de coordonner des opérations militaires avec l'armée syrienne pour reprendre Yarmouk à l'État islamique. Cependant le 10 avril, la direction de l'OLP contredit ces déclarations et annonce qu'elle ne prendra pas part aux combats,,,. Le Hamas demande quant à lui que le FPLP-CG arme Aknaf Beit al-Maqdess pour chasser l'État islamique et le Front al-Nosra mais s'oppose à un retour du régime à Yarmouk
Le 15 avril, une partie des combattants de l'État islamique se seraient retirés de Yarmouk pour regagner le quartier d'Hajar Aswad. En décembre 2015, l'EI et le Front al-Nosra ne contrôleraient plus que 40 % du camp de Yarmouk, contre 60 % en avril.
Le 31 août, l'État islamique lance depuis le quartier de Hajar Al-Aswad une attaque contre les rebelles de l'Union islamique Ajnad al-Cham dans le quartier de Qadam,. Selon l'OSDH, les combats font une quinzaine de morts et les djihadistes s'emparent de deux rues.

### Offensive loyaliste à Marj al-Sultan et mort de Zahran Allouche

Situation dans la Ghouta en décembre 2015 :
Zone contrôlée par le régime syrien et ses alliés
Zone contrôlée par les rebelles
Zone contrôlée par les rebelles sous cessez-le-feu
Zone contrôlée par l'État islamique
Zone contestée

En décembre 2015, les forces du régime syrien attaquent la région de Marj al-Sultan (en), au sud de la poche de la Ghouta orientale. Le 14 décembre, la localité de Marj al-Sultan et son aéroport militaire sont repris par les loyalistes aux forces de Jaych al-Islam,. 
Après cette défaite, Zahran Allouche, le chef du Jaych al-Islam, tient une réunion secrète le 25 décembre à Otaya, à l'ouest de Nachabiyé (en),. Mais l'assemblée est bombardée par des avions syriens ou russes. Zahran Allouche est tué, ainsi qu'au moins 13 autres membres du groupe, dont 5 de ses chefs,. La mort du chef de Jaych al-Islam porte un coup sévère aux rebelles de la Ghouta. Dans les heures qui suivent, le groupe annonce qu'Abou Himam al-Buwaydani prend la direction de Jaych al-Islam,.
À Damas, un accord aurait été conclu le 25 décembre entre le régime syrien et plusieurs groupes rebelles et djihadistes — dont l'État islamique et le Front al-Nosra — sur le départ de plus de 3 500 combattants et civils de trois quartiers de la ville. L'accord est cependant suspendu le lendemain, à cause de la mort de Zahran Allouche.

### Embuscade de Tal Swan, en février 2016
Le 11 février 2016, un groupe de 240 soldats et miliciens loyalistes tombent dans une embuscade tendue par les forces de Jaych al-Islam près de Tal Swan, entre Douma et Adra, au moins 76 soldats et miliciens sont tués selon l'OSDH et plusieurs autres portés disparus,. Selon le média pro-Assad Al-Masdar, ce serait 25 soldats et miliciens loyalistes, dont des membres des Forces de défense nationale et de l'Armée de libération de la Palestine, qui auraient été tués au cours de l'embuscade. D'autres médias pro-régime donnent cependant un bilan allant jusqu'à 180 tués.

### Combats entre l'État islamique et le Front al-Nosra à Yarmouk en avril 2016
Le 8 avril 2016, des combats éclatent à Yarmouk cette fois entre l'État islamique et le Front al-Nosra et tournent à l'avantage du premier,. Selon Anouar Abdel Hadi, un dirigeant de l'OLP, l'EI a pris le contrôle de 60 % du quartier à la date du 12 avril et al-Nosra a perdu 90 % du territoire qu'il contrôlait dans ce même quartier à la date du 22 avril. Au nombre de seulement 300 contre les 3 000 hommes de l'État islamique, les forces du Front al-Nosra sont balayées, plusieurs de ses combattants sont tués et d'autres rejoignent les rangs de l'EI. En 2016, le nombre de civils présents à Yarmouk n'est plus que de 6 000.

### Conflit entre les rebelles de Jaych al-Islam et de Faylaq al-Rahmane en avril et mai 2016
Au printemps 2016, de violents combats éclatent entre les rebelles de la Ghouta. Selon le journaliste du Monde Benjamin Barthe : « C’est une guerre pour la suprématie politico-militaire et le contrôle des tunnels de contrebande, sur fond de bras de fer entre l’Arabie saoudite et le Qatar, les tuteurs de ces deux groupes ».
Le 30 mars 2016, les premiers affrontements éclatent à Zamalka entre les rebelles de Jaych al-Islam et ceux de Faylaq al-Rahmane. Par ailleurs le 31 mars, des bombardements du régime à Deir al-Assafir tuent 33 personnes, dont 12 enfants, 9 femmes, un enseignant et un membre bénévole des services de secours,.
Le 28 avril, les combats reprennent entre Jaych al-Islam et Faylaq al-Rahmane, les premiers prennent l'avantage à Douma et Marj, mais les seconds l'emportent dans les quartiers est de Damas. Des affrontements opposent aussi Jaych al-Islam à Jaych al-Foustate, une alliance formée par le Front al-Nosra et le Liwa Fajr al-Umma. Des chefs rebelles et des notables de la Ghouta appellent à la fin de ces combats début mai. Selon l'OSDH, au 3 mai les affrontements ont fait plusieurs dizaines de morts dans les deux camps, ainsi qu'une dizaine de civils, et 400 hommes de Jaych al-Islam auraient été capturés par ceux de Faylaq al-Rahmane,,. Le 15 mai, le bilan de ces combats fratricides monte à plus de 300 morts selon l'OSDH, puis il monte encore à 500 morts le 17 mai. Le 4 mai, les loyalistes profitent de ces affrontements pour passer à l'offensive à Deir al-Assafir, l'aviation mène au moins 22 frappes,. Le 19 mai, la ville est prise par l'armée syrienne et le Hezbollah. Le 25 mai, un cessez-le-feu est conclu au Qatar entre les deux factions rebelles. Quelques jours plus tard, les deux camps commencent à échanger leurs prisonniers.
Au terme des affrontements, la poche de la Ghouta est coupée en deux : la partie sud-ouest revient à Faylaq al-Rahmane et celle du nord-est à Jaych al-Islam.
Par ailleurs, le 9 juillet, après douze jours de combats, les loyalistes prennent le village de Midaa (en) et coupent une route d'approvisionnement de Jaych al-Islam,.

### Capitulation de Daraya, Mouadamiyat al-Cham, Qudsaya et d'al-Hameh en août et octobre 2016
Le 25 août, au sud-ouest de Damas, la ville de Daraya capitule. Un accord est conclu entre le conseil civil local et le régime, les rebelles du Liwa Shuhada al-Islam et de l'Union islamique Ajnad al-Cham remettent leurs armes lourdes et sont évacués vers le gouvernorat d'Idleb avec leurs familles, tandis que les autres civils sont conduits en zone loyaliste. Après quatre années de siège, Daraya est détruite à 90 % et vidée de toute sa population civile,,.
En octobre 2016, la localité de Mouadamiyat al-Cham, voisine de Daraya, capitule à son tour et conclut un accord avec le régime pour évacuer les combattants et les civils. Le 19 octobre, 2 100 rebelles et membres de leurs familles commencent à être évacués pour être conduits vers le gouvernorat d'Idleb.
Les localités voisines de Qudsaya et d'al-Hameh, à une dizaine de kilomètres au nord-ouest de Damas, repassent également sous le contrôle du régime en octobre. Le 8 de ce mois, les rebelles acceptent un accord avec le régime, 2 500 personnes, dont 525 rebelles de Qudsaya et 114 rebelles d'al-Hameh sont conduits vers la région d'Idleb,,,.

### La trêve de septembre 2016
Le 12 septembre 2016, une trêve négociée entre les États-Unis et la Russie entre en vigueur en Syrie. Pourtant le 16 septembre, des combats éclatent dans le quartier de Jobar, occupé par des rebelles de Faylaq al-Rahmane, Faylaq al-Cham et du Front Fatah al-Cham. Ces affrontements constituent alors la plus sérieuse violation de la trêve. Selon l'OSDH, plus de 21 obus et roquettes sont tirés sur Jobar et les combats font au moins quatre morts dans les rangs loyalistes et trois du côté des rebelles,.

### Offensives loyalistes dans les quartiers de Jobar, Barzeh, Qaboun et Tichrine, en février et mars 2017

Carte des offensives loyalistes
Zone contrôlée par le régime syrien et ses alliés
Zone contrôlée par les rebelles
Zone contestée

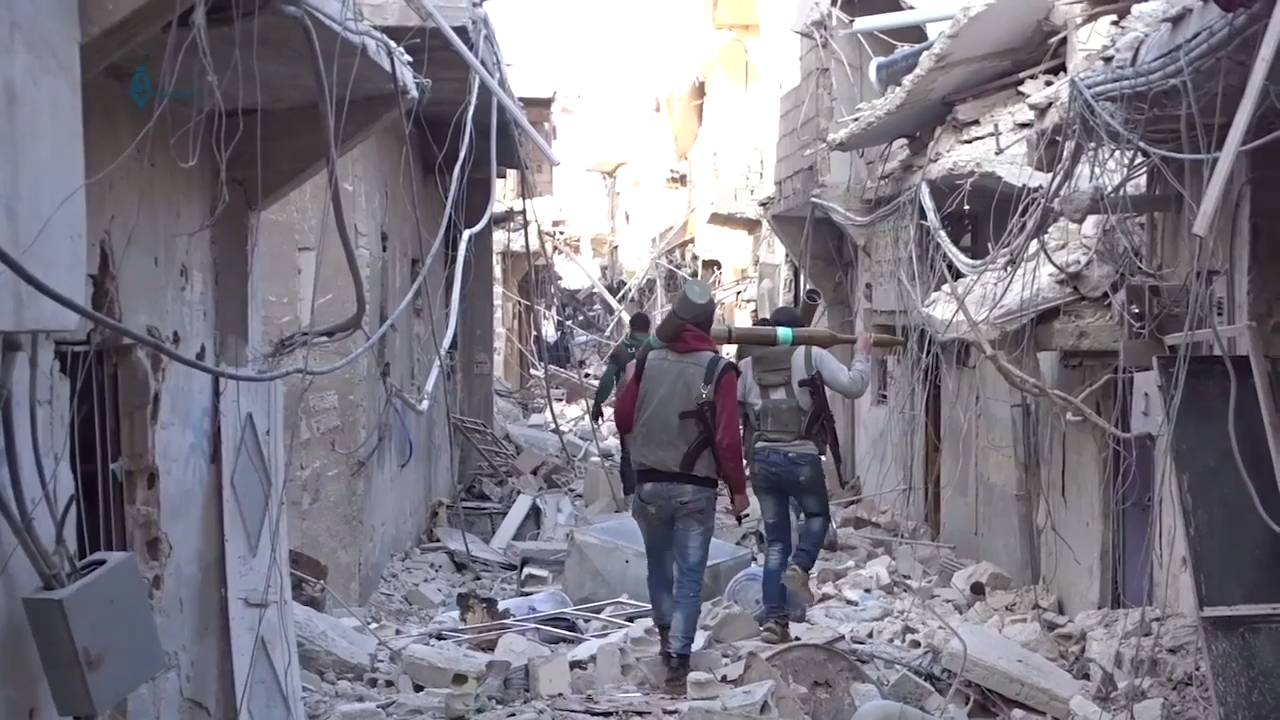
Rebelles dans le quartier de Qaboun, le 26 avril 2017.

Le 18 février 2017, des tirs d'artillerie ont lieu dans le quartier de Qaboun, pourtant calme depuis deux ans. Les loyalistes passent ensuite à l'offensive et tentent de couper le quartier de Qaboun de ceux de Techrine et Barzeh. Treize soldats syriens sont notamment tués le 1er mars. Pour justifier son offensive alors qu'un cessez-le-feu est en cours, le régime affirme que Qaboun est tenu par le Hayat Tahrir al-Cham, ce que l'opposition conteste. Qaboun abrite un réseau de tunnels, ce quartier est vital pour le ravitaillement en armes et en nourriture des rebelles de la Ghouta.
Le 7 mars, la Russie annonce un cessez-le-feu dans la Ghouta pour la période du 6 au 20 mars. Cependant, le porte-parole militaire de Jaych al-Islam, Hamza Bayraqdar, déclare que le groupe n'a eu « aucun contact » avec la Russie à ce sujet. Malgré le cessez-le-feu, deux personnes sont tuées par des frappes aériennes le 8 mars, à Douma. D'autres bombardements touchent la ville d'Arbine, tandis que des tirs d'artillerie frappent le quartier d'Harasta, faisant une vingtaine de blessés. 
Le 19 mars, Faylaq al-Rahmane, Hayat Tahrir al-Cham et Ahrar al-Cham lancent une offensive dans le quartier de Jobar, avec pour objectif de soulager les forces insurgées sous pression dans les quartiers de Barzeh, Qaboun et Tichrine,,,,,. Les djihadistes de Tahrir al-Cham lancent l'assaut avec deux voitures piégées, plusieurs kamikazes et progressent en direction de la place des Abbassides, à deux kilomètres de la vieille ville,. Les rebelles s'emparent de plusieurs sites industriels et bâtiments entre Jobar et Qaboun et créent une brève jonction entre les deux quartiers,,. Mais le lendemain, les forces du président Bachar el-Assad lancent une contre-attaque au sol, appuyées par l'aviation. Des éléments de la 4e division blindée du général Maher el-Assad et de la 105e brigade de la Garde républicaine sont engagés dans les combats, de même que des miliciens chiites irakiens du Harakat Hezbollah al-Nujaba. Selon l'OSDH, ces forces parviennent à reprendre 70 % du terrain gagné la veille par les rebelles,,. Le 21 mars, les rebelles repartent à l'assaut à l'aube. À la mi-journée, ils affirment avoir repris quelques positions : une zone industrielle bordant l'autoroute et une partie de la gare routière des Abbassides,. Mais ils sont contraints d'abandonner la zone dite des « Garages » à cause des bombardements. Le 24 mars, les loyalistes reprennent tous les points conquis par les rebelles les jours précédents,. Selon l'OSDH, du 9 au 25 mars, les combats ont fait au moins 82 morts dans les rangs des loyalistes et 115 du côté des rebelles,. Une enquête de Bellingcat donne pour sa part un bilan de 116 à 189 morts pour les loyalistes à Jobar entre le 19 mars et le 2 avril 2017

### Conflit entre Jaych al-Islam, Faylaq al-Rahmane et Hayat Tahrir al-Cham en avril 2017
Le 28 avril 2017, de nouveaux combats éclatent dans la Ghouta orientale entre Jaych al-Islam d'une part, et Faylaq al-Rahmane et le Hayat Tahrir al-Cham de l'autre,. Jaych al-Islam annonce alors avoir décidé, après plusieurs mois d'incidents et de provocations, d'éradiquer al-Qaïda de la Ghouta orientale. Le groupe affirme que l'offensive ne vise aucune autre faction, mais ces déclarations sont contestées par Faylaq al-Rahmam qui dit avoir été ciblé. Selon l'OSDH, les affrontements des 28 et 29 avril font au moins 95 morts, dont 32 hommes de Jaych al-Islam et cinq civils. Le Hayat Tahrir al-Cham aurait été fortement affaibli et Faylaq al-Rahmam affirme avoir perdu plusieurs dizaines d'hommes. Les combats entre les rebelles cessent le 5 mai et après avoir fait au moins 169 morts selon l'OSDH, dont 67 hommes du groupe Jaych al-Islam et 13 civils,.
De nouveaux combats éclatent le 15 mai, faisant au moins 80 morts ou blessés selon l'OSDH.
Dans la Ghouta orientale, les groupes les plus puissants sont alors Jaych al-Islam et Faylaq al-Rahmane ; les forces de Hayat Tahrir al-Cham et Ahrar al-Cham sont bien moins nombreuses.

### Évacuation des quartiers de Barzeh, Tichrine et Qaboun en mai 2017

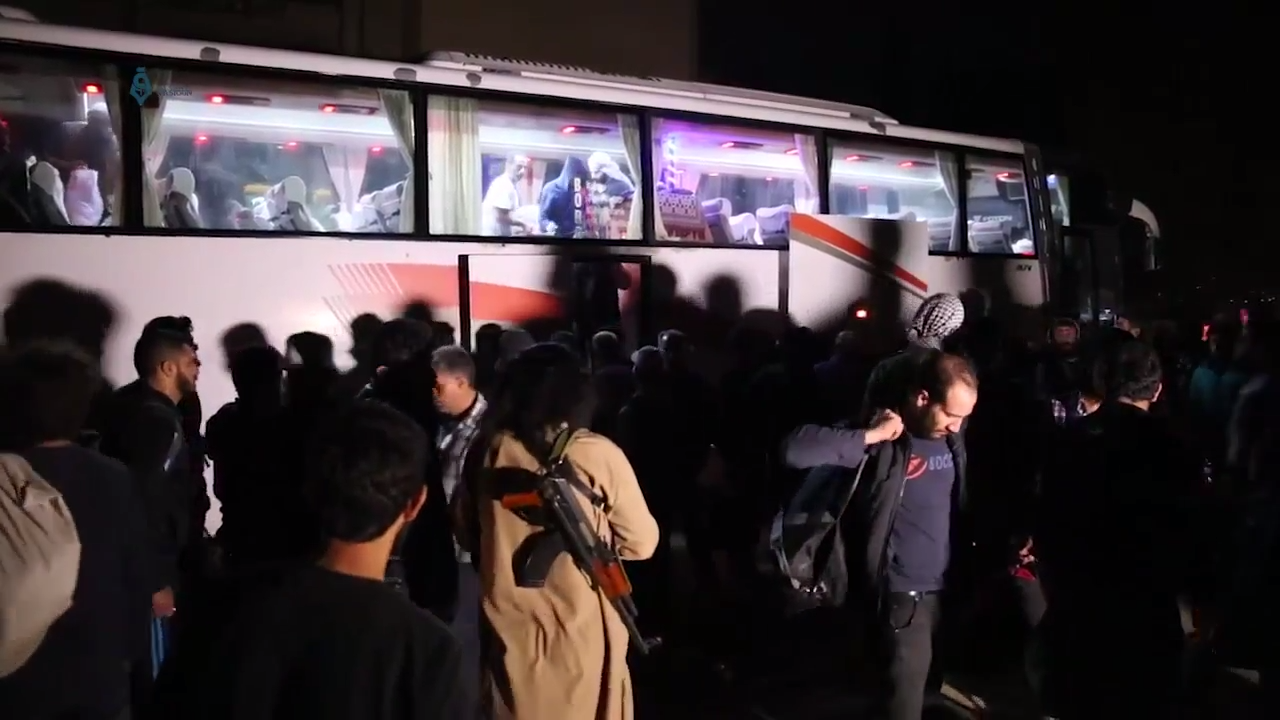
Rebelles évacuant les quartiers de Barzeh et Tichrine, le 12 mai 2017.

Le 7 mai 2017, un accord est conclu avec les rebelles blessés du Front Fatah al-Cham, présents dans le camp de Yarmouk. Ces derniers sont évacués vers la province d'Idleb.
Un autre accord est trouvé entre d'autres rebelles et le régime syrien dans le quartier de Barzeh, assiégé par les forces loyalistes,,,. Le 8 mai, approximativement 1 000 personnes dont environ 500 combattants commencent l'évacuation du quartier de Barzeh pour aller en direction de la province d'Idleb,,,,. Les groupes rebelles actifs à Barzeh sont alors la 1re division, les martyrs de Jabal el-Zawiya, la brigade de Qassioun — tous trois affiliés à l'Armée syrienne libre — et Ahrar al-Cham. Au total, 8 000 personnes, dont près de 1 500 combattants, doivent être évacuées de Barzeh. Les rebelles de la Ghouta orientale perdent également une importante voie de ravitaillement, en armes, en nourriture et en matériel médical qui passaient par les tunnels de Barzeh et Qaboun.
Le 12 mai, 664 personnes dont 103 combattants évacuent le quartier de Barzeh pour se rendre dans le Nord de la Syrie,. De plus, 582 personnes quittent le quartier de Techrine au même moment,. Au total 1 246 personnes sont évacuées des deux quartiers,.
Le 13 mai, un nouvel accord est conclu pour l'évacuation du quartier de Qaboun, contrôlé à 20 % par les rebelles,. Le 14 mai, 2 289 personnes, dont 1 058 rebelles, se retirent de Qaboun selon l'agence Sana et vont en direction d'Idleb,,. 500 rebelles auraient accepté une offre d'amnistie et auraient choisi de rester sur place. Le 15 mai, le dernier convoi comprenant 1 300 rebelles et civils quitte Qaboun, qui repasse alors entièrement sous le contrôle du régime. Le 20 mai, une nouvelle évacuation de Barzeh se déroule, avec le départ de 2 700 personnes, dont 1 100 combattants. Ce quartier repasse sous le contrôle du régime syrien le 29 mai, date à laquelle, environ 1 000 personnes dont 455 combattants quittent Barzeh pour rejoindre la province d'Idleb ou la ville de Jarablous. Il ne reste plus alors que quatre quartiers aux mains des rebelles : une partie de Jobar à l'est de Damas ; et au sud : Tadamoun, Yarmouk et Hajar al-Aswad,.

### Mise en place d'une zone de désescalade dans la Ghouta et affrontements ponctuels, depuis mai 2017

Situation dans la Ghouta en juin 2017 :
Zone contrôlée par le régime syrien et ses alliés
Zone contrôlée par les rebelles
Zone contrôlée par les rebelles sous cessez-le-feu
Zone contrôlée par l'État islamique
Zone contestée

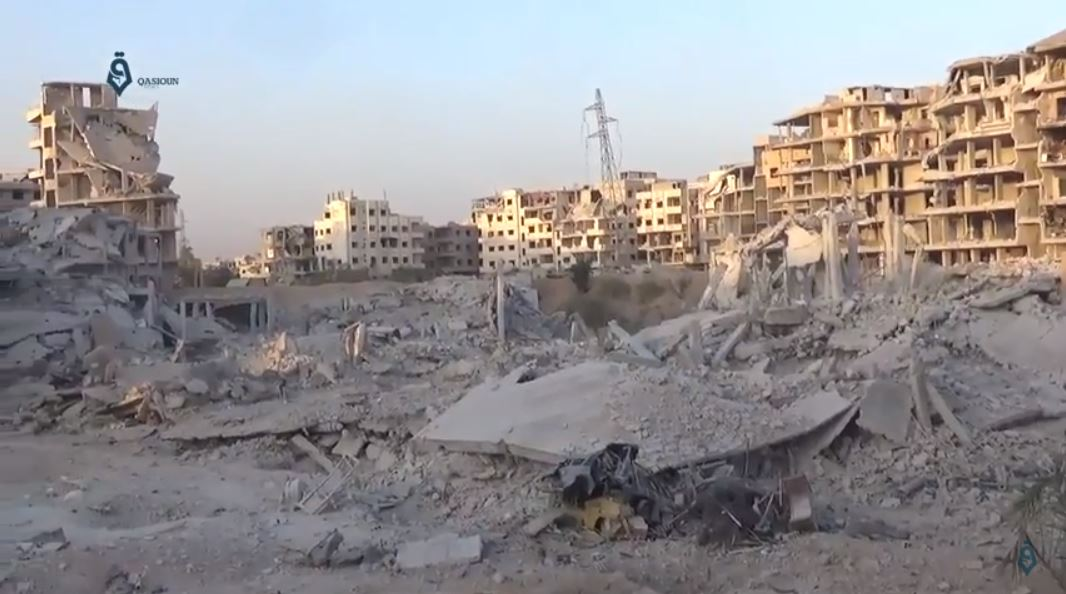
Destructions à Aïn Tarma, 24 septembre 2017.

Malgré la conclusion en mai 2017 d'un nouvel accord de cessez-le-feu pour l'ensemble de la Syrie, des combats continuent d'éclater ponctuellement dans la Ghouta orientale qui fait pourtant partie des « zones de désescalade ». En juin, des combats ont lieu dans les quartiers de Jobar et Aïn Terma. En juillet, Aïn Terma et Zamalka sont bombardés à plusieurs reprises par l'aviation du régime. Selon l'OSDH, les forces du régime progressent légèrement et au moins 20 combattants loyalistes, 28 hommes de Faylaq al-Rahmane ou d'autres groupes rebelles, et 23 civils — dont cinq femmes et cinq enfants — sont tués dans les combats à Jobar et Aïn Terma entre le 20 juin et le 13 juillet. Par ailleurs des combats entre rebelles à Beit Sawa font au moins 20 morts dans les rangs de Jaych al-Islam et au moins 9 tués du côté de Hayat Tahrir al-Cham début juillet.
Le 19 juillet, au moins 28 soldats et miliciens loyalistes sont tués dans une embuscade tendue par des hommes de Jaych al-Islam à al-Rihane, à l'est de Douma,.
Le 22 juillet, la Russie annonce la conclusion d'un accord avec les rebelles, au terme de pourparlers au Caire, en Égypte. Un rôle de médiateur aurait été joué par Ahmad Jarba. Le ministère russe de la Défense déclare que : « Des accords ont été signés sur l'application d'une zone de désescalade dans l'enclave de la Ghouta orientale », lesquels prévoient aussi « des routes d'acheminement d'une aide humanitaire à la population et pour une liberté de mouvement des résidents ». Le même jour, l'armée syrienne annonce « l'arrêt des combats dans des zones de la Ghouta orientale »,. L'accord est signé par Jaych al-Islam, mais pas par Faylaq al-Rahmane et Hayat Tahrir al-Cham. Des policiers russes sont déployés pour faire respecter le cessez-le-feu.
Pourtant, dès le 23 juillet selon l'OSDH, l'aviation syrienne mène des frappes aériennes dans la Ghouta orientale, à Aïn Tarma, Douma et Jissrin. Huit civils sont tués. En représailles, des roquettes auraient été tirées par les rebelles en direction de l'ambassade russe à Damas. Le même jour, des combats éclatent pour la première fois entre Faylaq al-Rahmane et Hayat Tahrir al-Cham. Le 26 juillet, des combats entre loyalistes et rebelles ont lieu à Aïn Tarma. Selon l'OSDH, les bombardements aériens font au moins 55 morts ou blessés dans la Ghouta du 24 au 26 juillet.
Le 30 juillet, la ville d'al-Nachabiya, située dans la Ghouta orientale, reçoit un convoi d'aide humanitaire pour la première fois en cinq ans.
Le 18 août, le groupe Faylaq al-Rahmane signe à son tour la trêve ; pour autant le régime syrien poursuit le lendemain ses bombardements sur Jobar, Aïn Terma, Hamouriya et Zalamka ; des roquettes remplies de gaz chloré sont tirées ; au moins cinq civils sont tués. Puis le 20 août, une roquette rebelle s'abat à l'entrée de la Foire internationale de Damas — qui ne s'était pas tenue depuis 2011 — tuant six personnes, dont deux femmes. Régulièrement, des combats ponctuels continuent également d'éclater entre les combattants de Jaych al-Islam, Faylaq al-Rahmane et Hayat Tahrir al-Cham,.
Les 27 et 28 septembre, les rebelles de Faylaq al-Rahmane font exploser des bâtiments tenus par les troupes loyalistes à Ein Tarma ; au moins 52 soldats et miliciens sont tués selon l'OSDH. En représailles, l'aviation du régime bombarde à nouveau la Ghouta : au moins 12 civils sont tués le 29 septembre.

### Pénunies alimentaires dans la Ghouta à partir d'octobre 2017

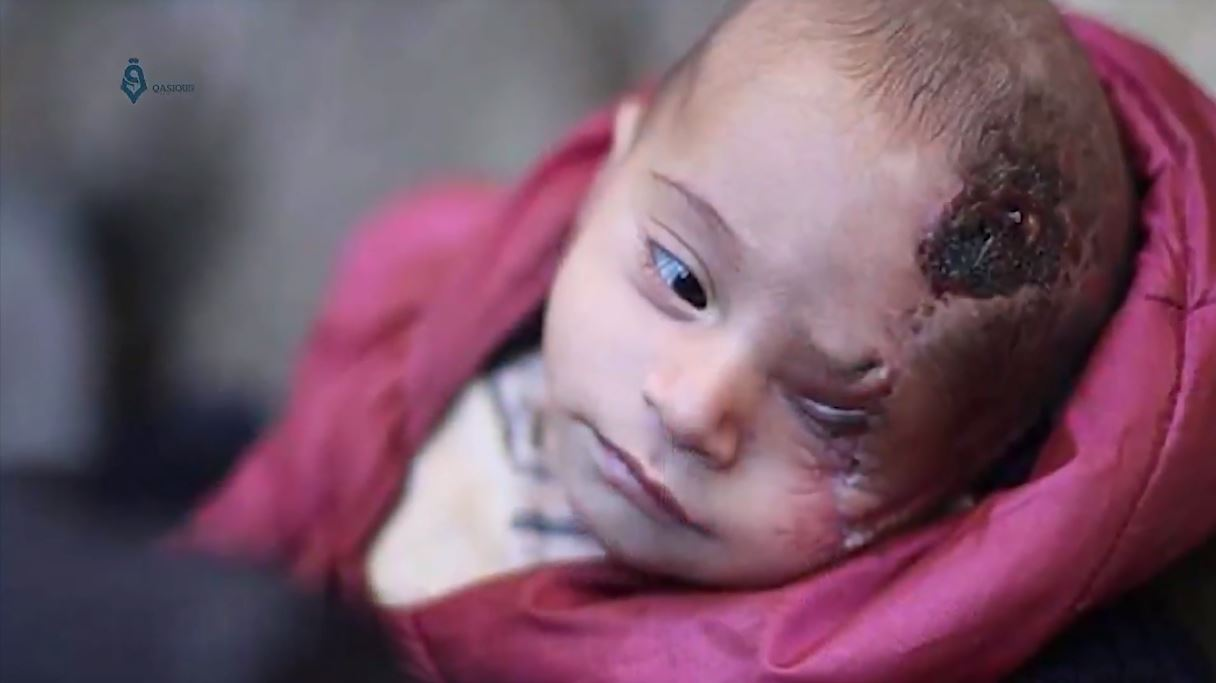
Karim Abdallah, un enfant syrien de quarante jours, éborgné par un bombardement du régime syrien qui cause également la mort de sa mère le 29 octobre 2017, dans la Ghouta. Les images entraînent une campagne de solidarité sur le Net.

Si les combats baissent en intensité dans la Ghouta orientale avec la mise en place d'une « zone de désescalade », le manque d'approvisionnement alimentaire provoque des malnutritions parmi les populations civiles, et en particulier chez les enfants,,,,,,,. Avec le resserrement du siège par l'armée, les rebelles ne peuvent plus utiliser les tunnels et disposent de moins de surface pour les cultures agricoles. En octobre, Yahya Abou Yahya, médecin et responsable local pour l'ONG turque Social Development International, affirme qu'au cours des trois derniers mois, les établissements médicaux tenus par son ONG ont accueilli 9 700 enfants : « Parmi eux, 80 sont en situation de malnutrition aiguë sévère, 200 en situation de malnutrition aiguë modérée et environ 4 000 enfants souffrent de carences nutritionnelles ». Selon lui, l'aide envoyée par les Nations unies ne couvre alors que 5 à 10 % des besoins nutritionnels des enfants de la Ghouta. Le 23 octobre, le Fonds des Nations unies pour l'enfance (Unicef) indique pour sa part avoir compté au cours des trois mois précédents, 232 enfants en état malnutrition aiguë sévère et 882 en état de malnutrition aiguë modérée, plus 1 589 autre enfants se trouvant dans une situation à risque. Au moins deux enfants en bas âge ont trouvé la mort au cours de cette période. Selon Monica Awad, une responsable de l'Unicef : « Avec la fermeture de la Ghouta, et la hausse des prix des aliments, la question de la malnutrition est en train de se dégrader. [...] Les mères n'ont pas accès à une nourriture de qualité, ce qui les fragilise et fait qu'elles ne sont pas capables d'allaiter leurs enfants ».
Le 30 octobre, pour la première fois depuis plus d'un mois, un convoi de 49 camions de l'ONU et du Croissant rouge parvient à entrer dans la Ghouta, avec des vivres pour 40 000 personnes,.
Mais en novembre, l'Unicef indique que 11,9 % des enfants de moins de cinq ans souffrent de sévère malnutrition dans la poche de la Ghouta, contre 2,1 % en janvier.
Pendant ce temps, la Ghouta continue d'être ponctuellement la cible de bombardements loyalistes : le 23 octobre, onze civils trouvent la mort à Sabqa ; le 31 octobre, six enfants sont tués par des obus de mortier contre une école de la ville de Jisrine,.
Le 12 novembre, un convoi de 24 camions transportant de la nourriture et des médicaments pour 21 500 personnes entre dans la ville de Douma pour la première fois depuis trois mois ; mais trois jours plus tard, le dépôt où est encore entreposé un tiers de l'aide est bombardé ; deux civils sont également tués.
Le 14 novembre, une offensive est lancée par Ahrar al-Cham contre une base militaire du régime près de la ville d'Harasta,,. Le 18 novembre, une attaque chimique de faible intensité fait une trentaine de blessés parmi les combattants d'Ahrar al-Cham.
Le régime syrien poursuit ses raids aériens et bombarde l'ensemble de la Ghouta, tandis que les rebelles répliquent en tirant sur Damas ; le 20 novembre, l'OSDH affirme qu'au moins 80 civils, dont 14 enfants, ont été tués par les frappes loyalistes et une dizaine par l'artillerie des rebelles,. L'OSDH déclare ensuite qu'au moins 104 civils ont été tués — dont 26 enfants et quatre Casques blancs — et 410 autres blessés entre le 14 et le 24 novembre, 25 civils sont tués le 26 novembre. Au total, 231 civils sont tués en novembre dans la Ghouta, selon le Réseau syrien des droits de l'homme (SNHR).
Le 27 novembre, la Russie propose un cessez-le-feu de 48 heures dans la Ghouta orientale. Le lendemain, l'envoyé spécial de l'ONU, Staffan de Mistura, annonce que la proposition a été acceptée par le gouvernement syrien, le cessez-le-feu permet une accalmie mais il n'est pas respecté : le 3 décembre, des raids aériens frappent les villes d'Hamouria, Harasta, Arbine, Beit Sawa (en) et Mesraba (en) ; faisant au moins 25 morts et 75 blessés parmi les civils selon l'OSDH.
Le 30 novembre, Jan Egeland, le conseiller humanitaire de l'ONU pour la Syrie, demande au régime d'autoriser l'évacuation de 500 civils malades et blessés, parmi lesquels figurent 167 enfants. Le 27 décembre, alors qu'au moins 17 malades et blessés ont succombé en un mois, un accord est finalement conclu avec l'aide de la Turquie pour permettre l'évacuation de 29 cas critiques en échange de la libération de 23 à 26 civils détenus par Jaych al-Islam,,,,. L'accord est également condamné par Jan Egeland : « Cela veut dire que les enfants sont devenus une monnaie d'échange dans cette lutte acharnée. Cela ne devrait pas arriver. Les malades ont le droit d'être évacués et nous avons l'obligation de les évacuer ».

### Offensive rebelle à Harasta, en décembre 2017 et janvier 2018

Situation à Harasta, dans le nord-ouest de la Ghouta orientale, en décembre 2017 et janvier 2018.

Fin décembre, les combats reprennent à Harasta : le 31, les rebelles parviennent à encercler 200 à 300 soldats du régime dans le siège de la Direction des blindés, au sud d'Harasta,,,. Début janvier 2018, les forces d'Ahrar al-Cham parviennent à s'emparer d'une partie de la base. Les loyalistes envoient alors des renforts, dont des troupes de la Garde républicaine. 
Le 3 janvier, au moins 29 civils sont tués dans des bombardements russes contre la Ghouta, dont 20 à Mesraba (en) selon l'OSDH,,,. Les Casques blancs avancent pour leur part le 3 janvier que 38 civils ont trouvé la mort et que 147 ont été blessés en quatre jours. Le 6 janvier, au moins 17 civils sont encore tués par des frappes aériennes. Sur un autre front, l'OSDH fait état le 6 janvier de la mort d'au moins deux hommes de Jaych al-Islam et de 17 soldats et miliciens du régime à al-Nashabiya, près d'al-Marj, à l'est de la Ghouta. Finalement, dans la nuit du 7 au 8 janvier, les loyalistes parviennent à briser le siège de la Direction des blindés,,,.
Le 9 janvier, loyalistes et rebelles se livrent à un duel d'artillerie : au moins 24 civils, dont 10 enfants, sont tués par des frappes aériennes à Hamouria, Douma et d'autres localités de la Ghouta ; en représailles les rebelles tirent 35 roquettes sur deux quartiers de Damas, provoquant la mort de quatre civils et faisant une quarantaine de blessés,.
Selon l'OSDH, au moins 225 civils, dont 40 femmes et 57 enfants, ont été tués dans la Ghouta entre le 29 décembre 2017 et le 26 janvier 2018 ; 131 d'entre-eux, dont 31 femmes et 41 enfants sont morts à Harasta. Le bilan des combats à Harasta est pour sa part d'au moins 79 morts, dont sept officiers, et 10 prisonniers pour les loyalistes, contre 94 morts du côté des rebelles d'Ahrar al-Cham, de Hayat Tahrir al-Cham et de Faylaq al-Rahmane,,. Selon Bellingcat, 331 à 488 morts combattants loyalistes sont tués à Harasta entre le 14 novembre 2017 et 18 février 2018.

### Intensification des frappes aériennes et attaques chimiques en janvier et février 2018

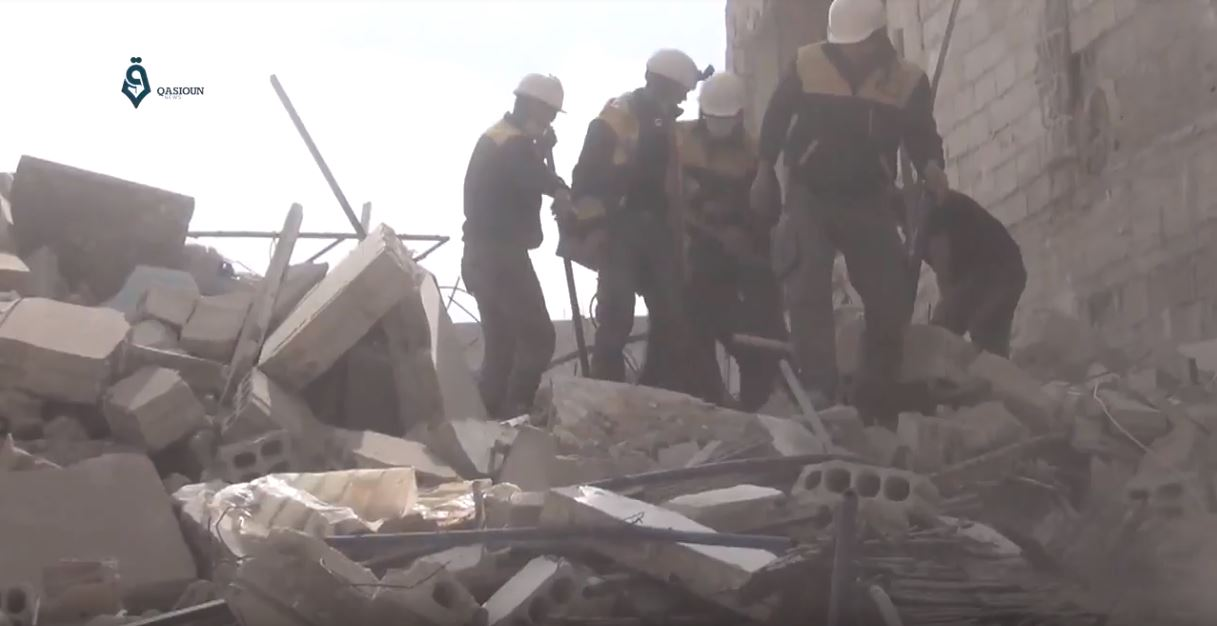
Des Casques blancs déblayant les décombres à Arbine, le 6 février 2018.

En décembre 2017, selon l'organisation humanitaire Reach, le taux d’habitations endommagées ou détruites est de 93 % à Jobar, 71 % à Aïn Terma et 59 % à Zamalka.
Le 10 janvier 2018, l'intensification des frappes sur les zones résidentielles est condamnée par Zeid Ra’ad Al Hussein, Haut-Commissaire des Nations unies aux droits de l'homme : « Les informations faisant état de victimes civiles à la suite de frappes aériennes (...) font craindre que des crimes de guerre aient pu être commis ». Il déclare également que 85 civils ont été tués dans la Ghouta depuis le 31 décembre.
À partir du 10 janvier, une offensive loyaliste se concentre également sur le front ouest de Douma, par des feux nourris et de nombreux tirs aériens et terrestres. Le matin du 13 janvier, des sources locales rapportent une attaque chimique, composée de 3 missiles contenant du gaz chloreux, faisant 7 blessés parmi les civils, 6 femmes et un enfant,. Le 22 janvier, une nouvelle attaque au chlore est menée par les loyalistes à Douma : elle fait 21 blessés, dont des femmes et des enfants, et une troisième attaque, similaire, a lieu le 1er février au matin, faisant également une vingtaine de blessés parmi les civils, imputée à l'armée syrienne. L'utilisation de chlore et la responsabilité de l'armée syrienne dans les attaques du 22 janvier et du 1er février seront confirmés par la commission d'enquête des Nations unies sur la situation des droits de l'Homme en Syrie, dans un rapport publié le 13 septembre 2018.
Début février, les bombardements contre la Ghouta sont particulièrement meurtriers ; selon l'OSDH plus de 229 civils, dont 42 femmes et 58 enfants, sont tués en cinq jours,,,,. Les frappes aériennes et les tirs d'artillerie font au moins 34 morts le 5 février, ; 81 morts le 6 février, dont 20 femmes et 19 enfants, ainsi que plus de 200 blessés,, ; au moins 41 morts le 7 février, dont 12 enfants, et au moins 73 morts le 8 février, principalement dans les localités d'Arbine et Jisrine,. Le 9 février, les frappes font encore au moins 16 morts.

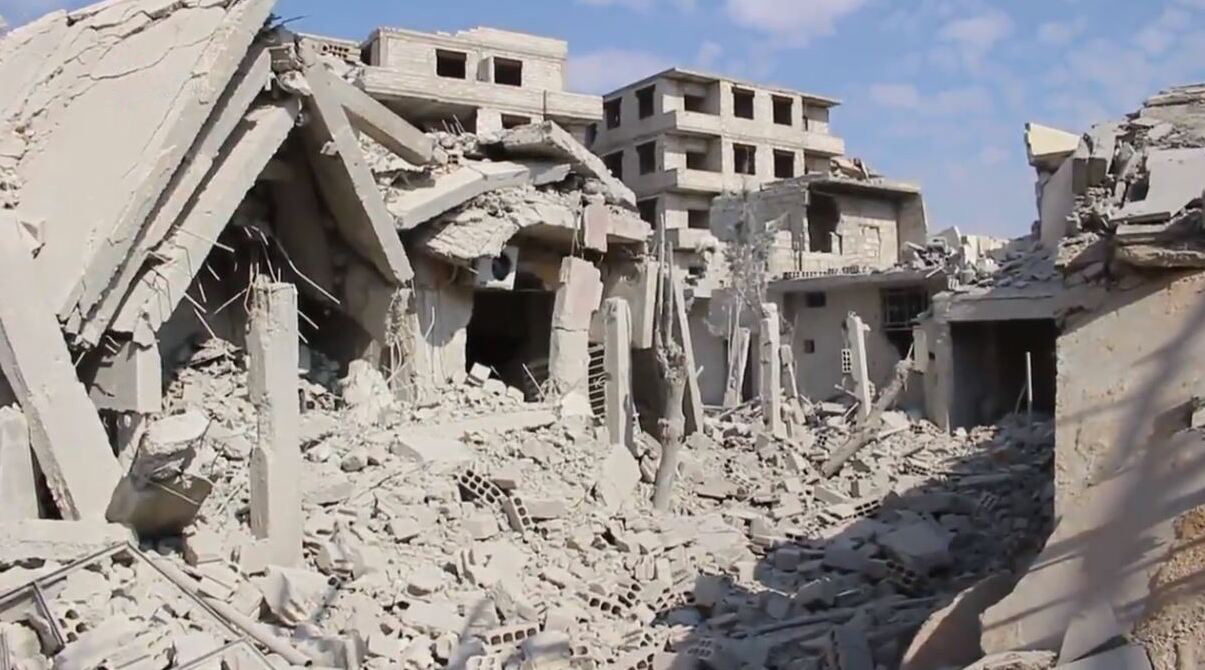
Ruines dans le quartier de Zamalka, le 22 février 2018.

Selon l'OSDH, au 7 février, les frappes aériennes loyalistes ont fait au moins 393 morts parmi les civils, dont 69 femmes et 103 enfants, depuis 29 décembre 2017. Du 16 novembre 2017 au 9 février 2018, les tirs d'obus des rebelles font également au moins 87 morts, dont 12 femmes et 12 enfants, et 481 blessés parmi les civils à Damas.
Pendant ce temps, la situation sanitaire et la malnutrition ne cessent de s'aggraver dans la Ghouta. Le 14 février, un convoi humanitaire de neuf camions de l'ONU et du Croissant-Rouge syrien arrive dans la Ghouta alors qu'aucun autre n'était entré dans la poche rebelle depuis fin novembre 2017, mais il ne peut venir en aide qu'à 2 % de la population et seulement sur une période d'un mois,.
Mi-février, les forces loyalistes se préparent à une offensive majeure contre la Ghouta,,. Le 23 février, les groupes rebelles annoncent qu'ils s'opposent à tout accord d'évacuation des combattants et des civils. Les négociations entre le régime, la Russie et les groupes rebelles sont alors dans l'impasse : depuis l'instauration de la « zone de désescalade » à l'été 2017, les discussions portaient la mise en place d'un « accord de réconciliation » qui prévoyait une forme d'autonomie dans la Ghouta orientale, en échange d'une cessation des hostilités par les rebelles et d'un départ vers Idleb des djihadistes de Hayat Tahrir al-Cham. Mais la situation se serait bloquée quand le régime syrien aurait ensuite exigé le départ de Faylaq al-Rahmane, en raison de la participation de combattants de ce groupe à l'offensive contre Harasta en novembre et décembre 2017. Le 26 janvier, Jaych al-Islam et Faylaq al-Rahmane envoient en dernier recours un courrier au Conseil de sécurité des Nations unies dans lequel ils se déclarent prêts à faire sortir les combattants de Hayat Tahrir al-Cham « dans les quinze jours suivant l’entrée en vigueur d’un cessez-le-feu »,.
Fin février, les loyalistes continuent de bombarder intensivement la région, faisant en quelques jours des centaines de morts parmi les civils,,, : selon l'OSDH ces frappes font au moins 17 morts le 18 février, ; au moins 127 morts le 19 février,,, ; au moins 133 morts le 20 février, ; au moins 87 morts le 21 février ; au moins 74 morts le 22 février ; au moins 43 morts le 23 février ; et au moins 53 morts le 24 février. Six hôpitaux sont également bombardés les 19 et 20 février, et trois d'entre-eux sont mis hors de service selon l'ONU,. Selon l'OSDH, l'aviation russe commence à prendre part aux bombardements le 20 février, alors qu'elle n'avait plus frappée la zone depuis trois mois. Le 22 février, Médecins sans frontières indique que treize des hôpitaux et cliniques où l'ONG est présente ont été ciblées lors des trois derniers jours. Au total selon l'OSDH, du 18 au 24 février les frappes loyalistes font au moins 519 morts parmi les civils, dont 75 femmes et 127 enfants, ainsi que 2 541 blessés. Selon les médias du régime, une vingtaine de civils sont également tués au cours de la même période par des roquettes tirées par les rebelles. Médecins sans frontières affirme pour sa part que les frappes du régime ont fait au moins 180 morts et 1 600 blessés du 1er janvier au 18 février 2018, puis 520 morts et 2 500 blessés du 18 au 23 février 2018, en indiquant cependant que « Ce n'est qu'un bilan partiel des conséquences des bombardements, puisqu'il n'inclut pas les établissements où MSF n'intervient pas et que le nombre de victimes augmente d'heure en heure ».

### Échec du cessez-le-feu

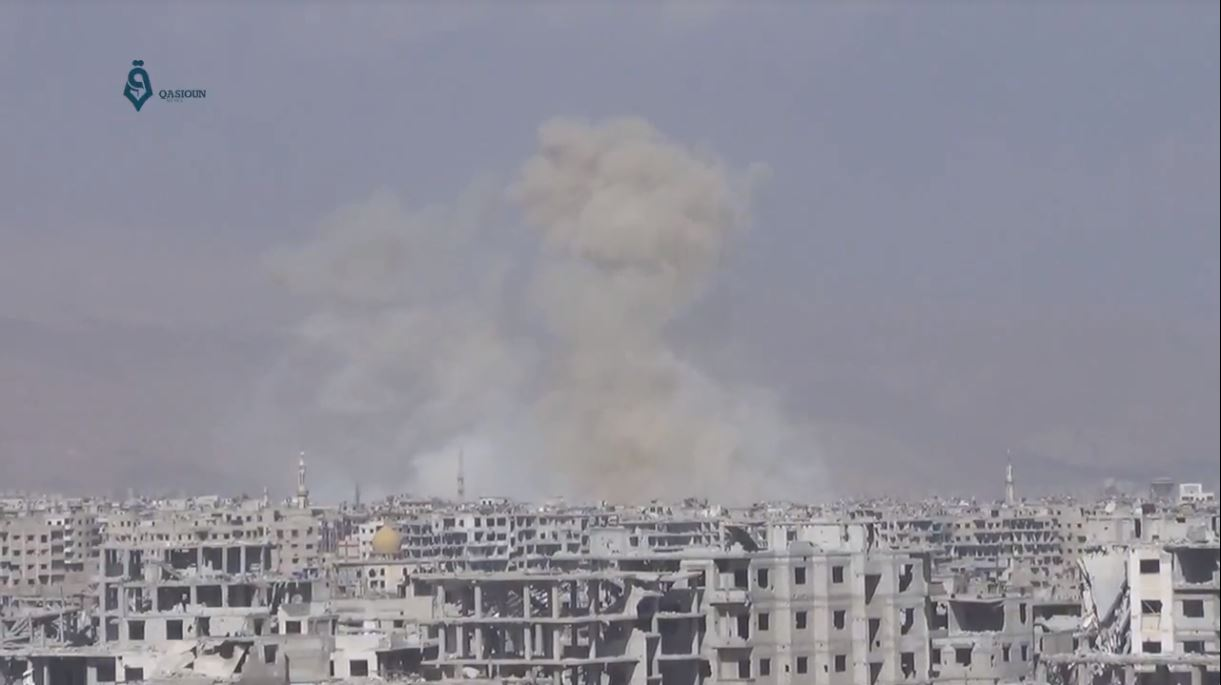
Frappe aérienne dans la Ghouta orientale, le 22 février 2018.

Le 24 février, le Conseil de sécurité des Nations unies adopte une résolution réclamant un cessez-le-feu humanitaire d'un mois pour l'ensemble de la Syrie, afin de « permettre la livraison régulière d’aide humanitaire, de services et l’évacuation médicale des malades et blessés les plus graves », cependant l'État islamique et Al-Qaïda sont exclus de l'accord, ainsi que « d’autres individus, groupes, entités, associés avec Al-Qaïda et l’EI, ainsi que d’autres groupes terroristes désignés par le Conseil de sécurité ». La Russie ne met cette fois pas son véto, mais le texte de la résolution est ambigu et permet différentes interprétations,,,,,. Les deux principaux groupes rebelles de la Ghouta, Jaych al-Islam et Faylaq al-Rahmane, s'engagent à respecter les cessez-le-feu, à protéger l'entrée des convois humanitaires, mais affirment qu'ils riposteront en cas de « violations » ou d'« agression » par les forces du régime.
Mais en dépit de la résolution des Nations unies, les troupes du régime syrien lancent dès le lendemain l'offensive au sol,,. L'armée iranienne annonce notamment la poursuite des opérations, en affirmant que certaines parties de la région de Damas ne sont pas concernées par les cessez-le-feu,. Les combats opposent les loyalistes et les rebelles de Jaych al-Islam à Nachabiyé, au sud-est de la poche de la Ghouta, près d'Harasta au nord-ouest, et près de Douma au nord, faisant selon l'OSDH au moins 13 morts et deux prisonniers chez les loyalistes et six morts pour les rebelles,,,,,,. Une nouvelle attaque chimique au chlore est aussi commise par les loyalistes dans le secteur d'al-Chafouniyé : elle provoque le décès de deux enfants (un le jour même et le second après plusieurs jours de soins),, et fait 18 blessés,,,,,. Les bombardements se poursuivent également, même s'ils diminuent en intensité,, : selon l'OSDH, les frappes loyalistes font encore au moins 567 morts parmi les civils dans les quatorze jours qui suivent le vote de la résolution de l'ONU.

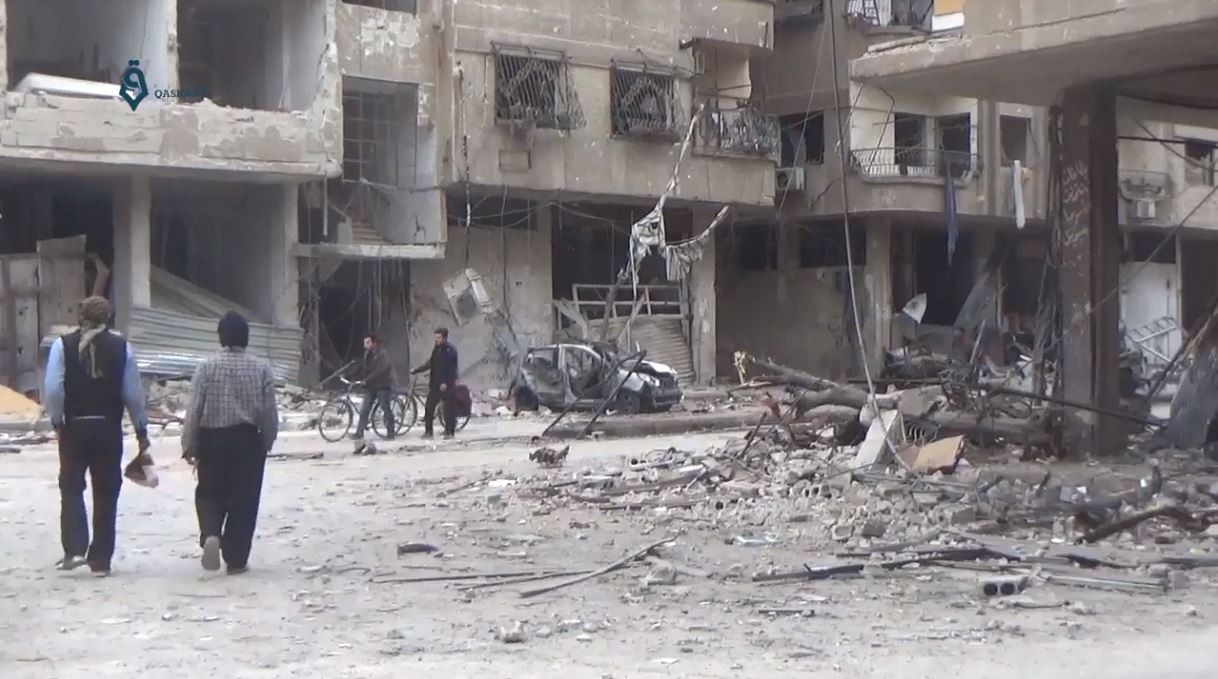
Des civils à Arbine, dans la Ghouta orientale, le 27 février 2018.

Le 26 février, le ministre russe de la défense Sergueï Choïgou annonce, sur ordre de Vladimir Poutine, l'instauration à partir du 27 février d'une trêve humanitaire de cinq heures par jour (de 9 heures à 14 heures) et l'instauration d'un corridor humanitaire pour l'évacuation des civils, mais n'ayant cependant pas pour fonction l'acheminement de l'aide humanitaire,.
Cependant, dès le lendemain, la trêve humanitaire est violée par les loyalistes : des obus d'artillerie, des barils d'explosifs et des frappes aériennes continuent de s'abattre sur la Ghouta,,. Les loyalistes accusent pour leur part les rebelles d'avoir tiré des roquettes sur le corridor humanitaire établit à al-Wafidine, ce que le groupe Jaych al-Islam dément. Husam al-Katlaby, le directeur du Centre de documentation des violations en Syrie (VDC), déclare le 1er mars : « On a constaté une baisse globale des raids aériens depuis deux jours, surtout entre 9 heures et 14 heures. Il est trop tôt pour dire si les couloirs sont vraiment sécurisés, mais nous n'avons observé aucun tir d’aucun côté sur ces passages depuis leur mise en place. Quelques rares familles ont pu sortir de la Ghouta, en particulier avec des personnes âgées ou très malades. Mais on n’observe pas de volonté de départs massifs. Les gens préfèrent en majorité rester chez eux par peur de ce qui les attend à la sortie de la part des services du régime. Pratiquement chaque famille est fichée parce qu’un de ses membres a été arrêté ou tué, ou mort sous la torture. L’un de nos salariés est dans ce cas alors qu’il n’est pas originaire de la Ghouta. La peur des arrestations est plus forte que celle des bombardements. Dans le même temps, les habitants se plaignent moins des pressions des groupes armés dans la Ghouta comme ils en ont l’habitude. Ils sont trop absorbés par leurs problèmes de survie ».

### Offensive loyaliste de février et mars 2018

Situation dans la Ghouta en mars 2018 :
Zone contrôlée par le régime syrien et ses alliés
Zone contrôlée par les rebelles
Zone contrôlée par les rebelles sous cessez-le-feu
Zone contrôlée par l'État islamique
Zone contestée

En dépit des annonces de cessez-le-feu, les combats se poursuivent et les deux camps s'accusent mutuellement d'être à l'origine de la reprise des hostilités,. Le régime syrien mobilise la 4e division blindée et la Garde républicaine, considérées comme des forces d'élite et affectées principalement à la défense de Damas,. Elles sont renforcées par les Forces du Tigre du général Souheil al-Hassan,. Des miliciens des Forces de défense nationale, du Liwa al-Quds et l'Armée de libération de la Palestine prennent également part aux combats,. Selon le média pro-régime Al-Masdars, 15 000 hommes sont mobilisés pour l'assaut. Du côté des rebelles, la poche est alors défendue par environ 20 000 combattants, pour la plupart affiliés à Jaych al-Islam et Faylaq al-Rahmane,,,,. Hayat Tahrir al-Cham et Ahrar al-Cham sont également présents, mais ne rassemblent chacun que quelques centaines d'hommes,,,,. Faylaq al-Rahmane occupe la partie ouest de la poche de la Ghouta orientale et Jaych al-Islam la partie est, les deux groupes reprennent leur coopération et lèvent les checkpoints entre leurs territoires respectifs. Selon le chercheur Aron Lund, la Ghouta est « un terrain difficile pour l’armée. Jaych Al-Islam et Faylaq Al-Rahman sont connus pour être bien organisés, efficaces. Ils ont construit des fortifications, miné des terres, ils connaissent la Ghouta orientale comme leur poche. La plupart des insurgés sont locaux, même au sein de Tahrir Al-Cham ». 
Les forces loyalistes attaquent alors la partie est de la poche de Ghouta, défendue par Jaych al-Islam, et concentrent leurs efforts contre les localités de Nachabiyé (en), au sud-est, et Hosh al-Dawahra et al-Chafouniyé au nord-est. La partie est de la poche de la Ghouta est constituée de fermes et de parcelles agricoles, ce qui la rend plus difficilement défendable que la partie ouest, plus urbanisée. Le 28 février, les troupes loyalistes commencent à gagner du terrain. Le 3 mars, elles enfoncent les lignes de Jaych al-Islam sur le front est : quatre localités sont conquises — al-Chafouniyé, Otaya, Hosh al-Zriqah et Hosh al-Dawahra — ainsi que deux bases militaires,,. Les rebelles sont ensuite contraints d'abandonner au sud-est les localités de Nachabiyé et Hazrama, menacées d'encerclement,,,. Le 4 mars, les loyalistes poursuivent leur percée dans le centre de la poche de la Ghouta en progressant vers Beit Sawa (en) et Mesraba (en), au sud de la ville de Douma. Le 5 mars, un tiers de la poche de la Ghouta est sous le contrôle du régime. Selon l'OSDH, au moins 64 soldats et miliciens loyalistes sont tués du 25 février au 3 mars, ainsi qu'au moins 43 rebelles de Jaych al-Islam.

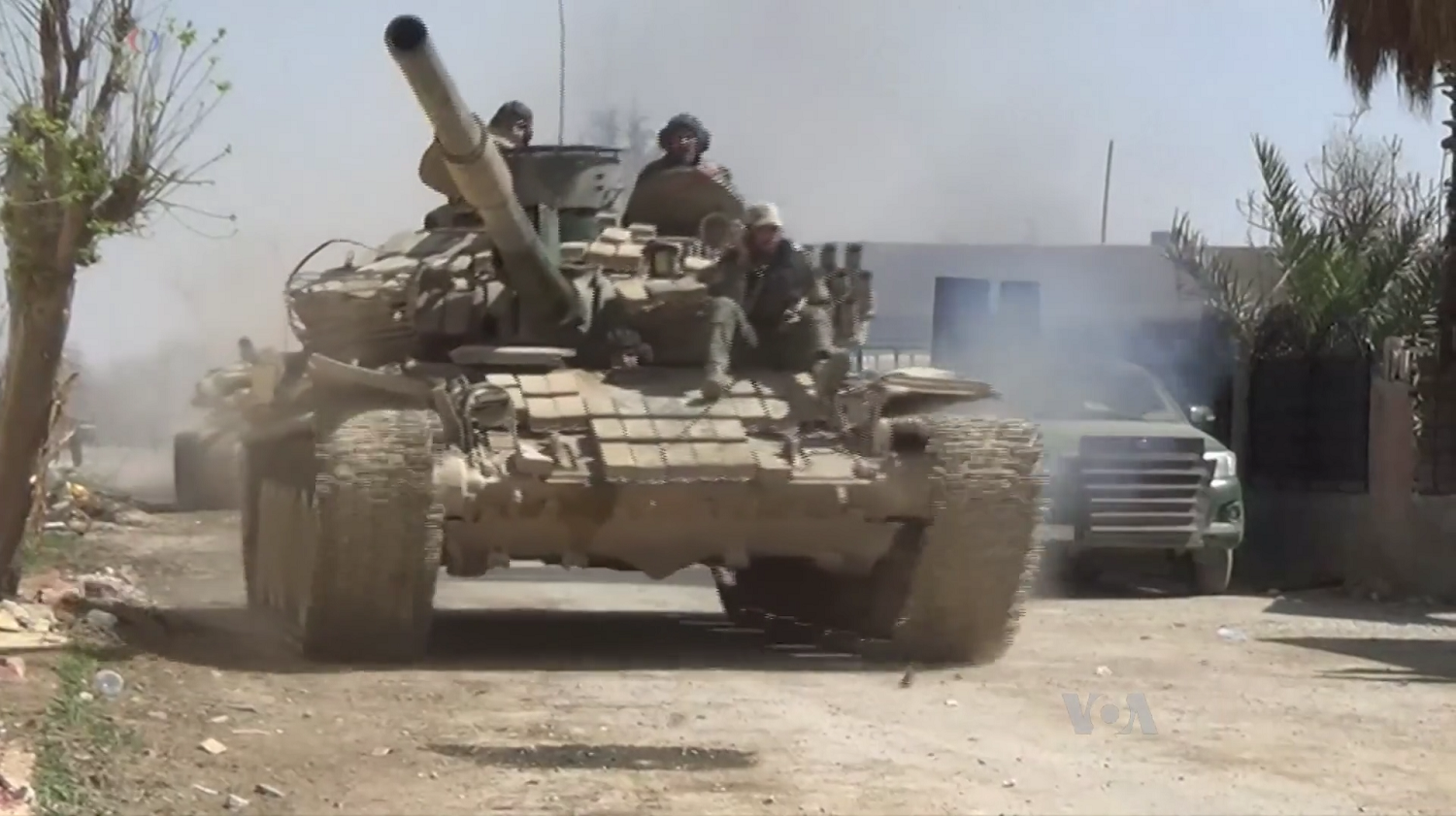
Char de l'armée syrienne dans la Ghouta orientale en mars 2018.

Le 4 mars, le président syrien Bachar el-Assad déclare que « l'opération doit se poursuivre » et qu'« Il n’y a aucune contradiction entre la trêve et les combats ». Le 5 mars, un convoi d'aide humanitaire de l'ONU et du Croissant-Rouge syrien peut entrer dans la poche de la Ghouta, à Douma, mais il est contraint de se retirer avant d'avoir pu achever sa mission,. Une centaine de civils trouvent la mort le même jour dans les bombardements et au moins 18 civils sont blessés par une attaque chimique dans la localité d'Hammouriyé,. Sajjad Malik, un représentant de l'ONU, déclare après s'être rendu dans la poche de la Ghouta que les snipers de Jaych al-Islam empêchent les civils de franchir le corridor humanitaire, et qu'au moins deux d'entre-eux ont été abattus,. Selon lui, les habitants sont partagés : certains veulent sortir et accusent les rebelles de les en empêcher ; d'autres préfèrent rester car ils redoutent d'être arrêtés par le régime ou bien de voir leurs habitations pillées. Les civils tentent d'échapper aux bombes en vivant presque en permanence dans les caves et les sous-sols,.
Les forces loyalistes continuent de progresser de l'Est en direction de l'Ouest. Le soir du 5 mars, la localité de Mohamadiyé, au sud de la Ghouta, est reconquise par les loyalistes. Le 7 mars, ces derniers s'emparent aussi des localités de Beit Sawa (en) et d'al-Achaari, et contrôlent ainsi 50 % de la poche de la Ghouta orientale. Elles continuent aussi d'avancer en direction des villes et villages de Mesraba (en), Hammouriyé, Saqba (en) et Jisrine, au sud de Douma. Environ 700 combattants afghans, palestiniens et syriens arrivent également en renfort depuis Alep et prennent position aux abords des localités d'Harasta et d'al-Rihane, situées respectivement à l'ouest et à l'est de la ville de Douma. Le soir du 7 mars, une nouvelle attaque au chlore provoque 60 à 124 de cas de suffocation à Saqba et Hammouriyé,,,
Le 8 mars, un deuxième convoi humanitaire peut entrer dans la Ghouta, à Douma,. Un deuxième corridor humanitaire est également ouvert le même jour, à partir d'une zone tenue par Faylaq al-Rahmane. Le 9 mars, une première évacuation de combattants a lieu, bien que très modeste : treize hommes de Hayat Tahrir al-Cham qui étaient détenus par Jaych al-Islam sont évacués par le couloir humanitaire d'al-Wafidine, puis conduits vers le gouvernorat d'Idleb,,.
Le 10 mars, l'armée syrienne s'empare de Mesraba, puis du village de Moudeïra le 11 mars. La poche de la Ghouta orientale est alors scindée en trois : au nord, la ville de Douma, contrôlée par Jaych al-Islam, est totalement encerclée ; à l'ouest de celle-ci, la ville d'Harasta, tenue par Ahrar al-Cham est également encerclée ; la zone la plus au sud, comprenant les quartiers est de Damas et quelques villes et villages est quant à elle tenue par Faylaq al-Rahmane et Hayat Tahrir al-Cham,,,,,. Selon l'OSDH, 60 % de la poche de la Ghouta orientale est alors repassée aux mains du régime.

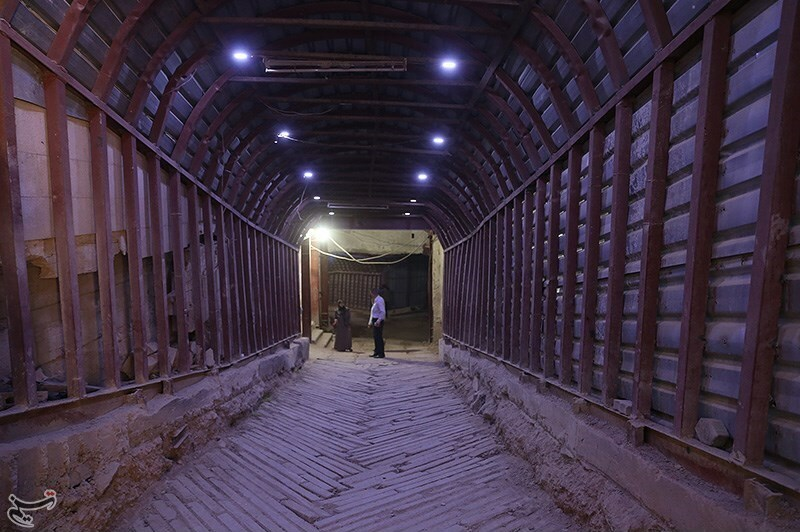
Vue d'un tunnel construit par les rebelles à Douma, photographié ici en avril 2018 après la reconquête de la ville par l'armée syrienne.

Le 12 mars, l'ONU affirme que 28 hôpitaux, cliniques et dispensaires ont été visés et neuf professionnels de santé tués depuis le début de l'offensive et que 1 000 personnes assiégées dans la Ghouta ont alors besoin d'une évacuation médicale urgente. Le lendemain, après négociations, plus d'une centaine de civils — 24 hommes, 44 femmes et 78 enfants dont 10 malades selon une source pro-régime de l'AFP — sont évacués de Douma par le passage d'al-Wafidine. Le 14 mars, 35 malades et blessés peuvent encore quitter Douma selon Jaych al-Islam. L'OSDH affirme pour sa part que 220 personnes, dont 60 malades ou blessés, ont été évacués les 13 et 14 mars. Le 15 mars, 250 personnes, dont 40 malades, sont encore évacués de Douma, tandis qu'un nouveau convoi d'aide alimentaire accède à la ville,.
Le soir du 13 mars, une frappe aérienne provoque la mort de douze rebelles de Faylaq al-Rahmane, dont deux commandants : Abou Mohammad Saïf et Abou Mohammed Djobar. Le 14 mars, l'armée syrienne entre dans la ville d'Hammouriyé, tenue par Faylaq al-Rahmane,. Le 15 mars, plus de 20 000 civils fuient la ville et les localités voisines de Kfar Batana, Jisrine et Saqba pour rejoindre les zones gouvernementales. Intensivement bombardée et abandonnée par la grande majorité de sa population, Hammouriyé est reconquise en totalité par le régime en fin de journée,,. Le même jour, le village d'al-Rihane, à l'est de Douma, est pris à Jaych al-Islam par les troupes du régime. 
Le 16 mars, 2 000 civils fuient encore la poche de la Ghouta orientale en plus des 20 000 autres de la veille selon l'OSDH, tandis qu'au moins 76 personnes sont tuées à Saqba et Kfar Batna par des frappes aériennes russes,. L'ambassadeur syrien à l'ONU, Bachar al-Jaafari, affirme pour sa part que 40 000 civils ont emprunté en deux jours le corridor humanitaire,. Le 16 mars, Jisrine est reconquise par le régime,. Le 17 mars, Saqba et Kfar Batna sont reprises à leur tour par les loyalistes,. Les forces de Faylaq al-Rahmane ne tiennent alors plus que la ville d'Arbine et les quartiers de Zamalka (en), Aïn Tarma (en), Hazeh et Jobar (en), à l'est de Damas. 
Le 20 mars, une roquette tirée par les rebelles s'abat sur un marché du quartier de Jaramana, à l'est de Damas, tenu par le régime syrien,,,. L'explosion provoque la mort de 44 personnes, en majorité des civils, selon les médias progouvernementaux et au moins 43 morts, dont 33 civils et 11 combattants loyalistes selon l'OSDH,. Il s'agit alors du tir le plus meurtrier commis par des rebelles sur la capitale syrienne depuis le début du conflit en 2011,. Le même jour, au moins 56 civils sont tués dans la seule ville de Douma, dans la Ghouta par des frappes aériennes loyalistes,. À cette date, sur les 20 hôpitaux soutenus par MSF encore 2 semaines plus tôt, il n'en reste plus qu'un seule dans la zone assiégée, sans stock médical et dans des conditions de fonctionnement "incroyablement horribles", selon l'ONG.
Le 18 mars, des dizaines de milliers de civils — 20 000 selon l'OSDH, 30 000 selon l'armée russe — fuient encore la poche de la Ghouta orientale. À la date du 20 mars, 70 000 civils selon l'OSDH ou 80 000 selon Moscou ont été évacués de la Ghouta depuis le début de l'offensive,. Cependant, divers rapports et témoignages de civils, ainsi que l'interdiction de toute ONG, observateurs de l'ONU et journalistes indépendants, fait craindre des exactions, et selon Human Rights Watch, les civils qui fuient la Ghouta risquent la détention et même l'exécution. L'ONG demande le déploiement d'observateurs des Nations unies pour empêcher les « exécutions de représailles ». Les civils fuyant la Ghouta orientale sont triés par les services de renseignements syriens : les femmes, les enfants et les vieillards sont conduits dans des camps de réfugiés, les jeunes hommes de moins de 40 ans sont incorporés de force dans l'armée, mais d'autres encore — des militants d’opposition, des journalistes-blogueurs et des médecins — sont arrêtés et torturés, avant de disparaître.
Selon l'OSDH, du 25 février au 31 mars 2018 les combats ont fait au minimum 520 morts dans les rangs loyalistes, dont 63 combattants étrangers, et 405 morts chez les rebelles.

### Offensive de l'État islamique à Qadam en mars 2018

Offensive de l'État islamique au sud de Damas, en mars 2018 :
Zone contrôlée par le régime syrien et ses alliés
Zone contrôlée par les rebelles
Zone contrôlée par l'État islamique
Zone contestée

Les quartiers au sud de Damas ne sont pas visés par l'offensive du régime syrien, pourtant les combats reprennent dans cette zone à la mi-mars. Au sud de Damas, les rebelles contrôlent alors les quartiers de Qadam (en), Yalda (en), Bab Bila et Beit Sahem (en), tandis que l'État islamique tient la majeure partie du camp de Yarmouk, ainsi que certaines parties des quartiers d'Al-Hajar al-Aswad, Qadam et Tadamon,,. À la mi-mars, les rebelles de Qadam concluent un accord avec le régime : ils remettent le contrôle de leur quartier à l'armée syrienne et sont en échange évacués vers le nord de la Syrie. L'armée syrienne entre dans Qadam après le départ des rebelles, mais l'État islamique en profite pour lancer une offensive depuis le quartier de Yarmouk,. Le 20 mars, les djihadistes s'emparent de Qadam,. Selon l'OSDH, au moins 62 soldats et miliciens sont tués du 19 au 21 mars. Un char T-72 loyaliste est également détruit. Au total, selon l'OSDH, au moins 114 soldats et miliciens loyalistes et 17 combattants de l'État islamique sont tués au sud de Damas entre le 13 et le 29 mars 2018. Plusieurs prisonniers sont exécutés par les djihadistes. Début avril, le régime déploie des renforts autour de la poche contrôlée par l'État islamique, en particulier des miliciens palestiniens.

### Capitulation de Faylaq al-Rahmane et Ahrar al-Cham en mars 2018
Le 21 mars, après des négociations avec la Russie, les rebelles d'Ahrar al-Cham annoncent qu'ils acceptent de remettre la ville d'Harasta au régime syrien, en échange de leur évacuation vers le gouvernorat d'Idleb,,. L'opération d'évacuation débute le lendemain et le dernier convoi se met en mouvement le 23 mars,,,. Selon les médias du régime syrien, 1 400 à 1 500 combattants et 3 500 civils sont conduits vers le gouvernorat d'Idleb,. L'OSDH affirme pour sa part que 1 300 combattants et 3 400 civils, dont 2 500 femmes et enfants, ont été évacués. Harasta repasse alors sous le contrôle des forces gouvernementales.
Le 23 mars, des armes incendiaires tuent 37 civils, principalement des femmes et des enfants, dans un abri souterrain à Arbine,. Le même jour, le groupe Faylaq al-Rahmane annonce à son tour qu'il accepte d'évacuer la Ghouta,. Selon Le Monde, c'est le bombardement d'Arbine du 23 mars, effectué contre un abri souterrain dans lequel il était présent, qui décide le capitaine Abdel Nasser Shmeïr, le chef de Faylaq al-Rahmane, à capituler. Pour l'analyste syrien Sinan Hatahet : « Aussi fou que cela puisse paraître, le capitaine Abdel Nasser Shmeïr, se disait persuadé d’une imminente intervention américaine, en soutien aux rebelles. Il repoussait toutes les tentatives des habitants pour le raisonner ». Avant de partir, les rebelles incendient leurs bases et abandonnent leurs armes lourdes. Les évacuations débutent le 24 mars et s'achèvent le 31 mars,,,. Arbine, Zamalka (en), Aïn Tarma (en), Hazeh et Jobar (en) repassent alors sous le contrôle du régime syrien,. Selon l'OSDH, 41 400 personnes, dont 12 000 combattants de Faylaq al-Rahmane, ont été évacués au cours de cette période. Le gouvernement syrien donne un bilan similaire en affirmant que 45 000 personnes, combattants et civils, ont été transférés dans la région d'Idleb entre le 22 et le 31 mars et qu'au total 150 000 personnes ont quitté la Ghouta depuis le début de l'offensive. Selon l'OSDH, 1 200 hommes de Faylaq al-Rahmane auraient préféré changer de camp et rejoindre les « comités populaires » du régime syrien.

### Capitulation de Jaych al-Islam à Douma, en avril 2018

Situation dans la Ghouta début avril 2018 :
Zone contrôlée par le régime syrien et ses alliés
Zone contrôlée par les rebelles
Zone contrôlée par les rebelles sous cessez-le-feu
Zone contrôlée par l'État islamique
Zone contestée

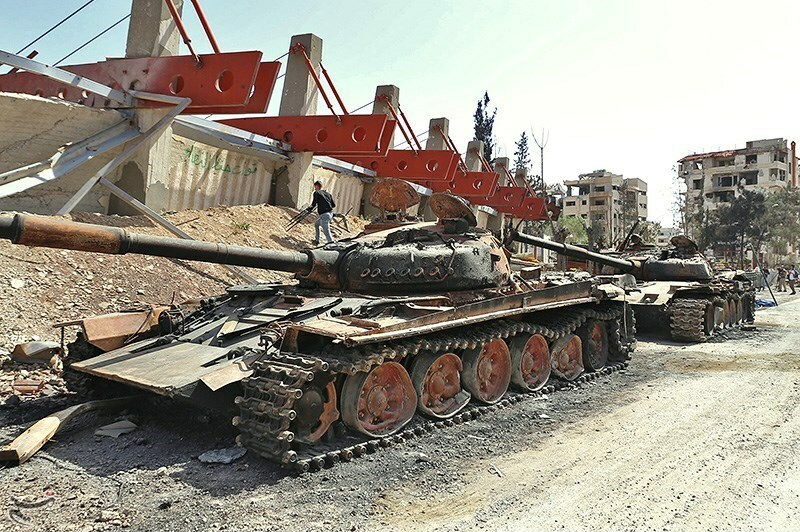
Des chars de Jaych al-Islam à Douma, détruits par les rebelles avant leur évacuation de la ville.

Le 31 mars, la quasi-totalité de la poche de la Ghouta orientale est sous le contrôle du régime syrien. Seule la ville de Douma, totalement encerclée et défendue par les forces de Jaych al-Islam, demeure aux mains des rebelles. Des négociations sont alors menées avec la Russie, mais contrairement à Ahrar al-Cham et Faylaq al-Rahmane, Jaych al-Islam annonce qu'il refuse « catégoriquement » de partir. Le groupe déclare qu'il est prêt à abandonner son arsenal militaire et à accepter le déploiement de la police militaire russe, en échange de l'assurance que l'armée syrienne ne pénètre pas à Douma,. Cependant, Moscou ne veut pas d'un accord différent de ceux conclus dans les autres secteurs de la Ghouta et refuse,. Jaych al-Islam ne tient également pas à être évacué vers le gouvernorat d'Idleb, en raison de la forte présence dans cette région du groupe djihadiste Hayat Tahrir al-Cham, avec lequel il est en conflit ouvert.
Le 1er avril, un accord d'évacuation est finalement conclu entre la Russie et Jaych al-Islam,. Selon les termes de l'accord, Jaych al-Islam accepte l'évacuation de ses combattants vers al-Bab et Jarablous, dans le nord du gouvernorat d'Alep, remet ses armes lourdes et libère ses prisonniers. Les habitants peuvent rester à Douma s'ils le souhaitent, ou bien partir avec les rebelles. Les institutions de l'État syrien sont rétablies à Douma et l'administration de la ville passe à un conseil local formé sous l'égide de Moscou et avec l'accord de Damas. Enfin, afin d'éviter les exactions, la police militaire russe se déploie à l'intérieur de la ville, mais l'armée syrienne reste cantonnée à ses entrées. Les évacuations débutent dès le matin du 2 avril,. Cependant elles s'interrompent le 5 avril, alors que 4 000 combattants et civils ont quitté Douma, en raison de divergences au sein de Jaych al-Islam. Une tendance menée Issam al-Boueidani, le commandant en chef de Jaych al-Islam, refuse toujours d'abandonner Douma, tandis qu'une autre, regroupée autour de Samir Kaaké, accepte l'accord d'évacuation. Selon Abdel Rahmane, le directeur de l'OSDH : « Il s'est avéré que sur les 10 000 combattants de Jaych al-Islam, plus de 4 000 refusent catégoriquement de sortir ». 
Le 6 avril, pour la première fois depuis une dizaine de jours, les forces aériennes du régime reprennent leurs frappes sur Douma et tuent au moins 40 civils,. Le même jour, les rebelles tirent des roquettes sur Damas, faisant six morts parmi les civils,. Au sol, l'armée syrienne reprend l'offensive le 7 avril à l'ouest, à l'est et au sud de Douma,. Ce jour-là, les bombardements tuent encore 30 civils et onze personnes sont blessées par une attaque au chlore,,. Dans la soirée, une nouvelle attaque chimique au chlore cause la mort d'au moins une cinquantaine de civils : différences sources locales (médicales, secouristes, médias de l'opposition) évoquent une attaque au baril, largué par un hélicoptère et contenant des gaz chimiques, dont un agent innervant, intoxiquant des centaines de personnes et en tuant plusieurs dizaines, notamment des familles dans les souterrains,,,,,.
Le 8 avril, un nouvel accord d'évacuation est conclu entre le régime syrien et Jaych al-Islam,,. Les premiers départs débutent le jour même et les rebelles commencent à libérer leurs 3 500 prisonniers. Le 12 avril, la police militaire russe entre à Douma, le drapeau syrien est hissé, les rebelles remettent leurs armes lourdes et leur chef, Issam al-Boueidani, quitte la Ghouta,,. Les évacuations des derniers rebelles et civils de Douma se terminent le 14 avril. Selon l'OSDH, 14 000 civils et 7 000 combattants de Jaych al-Islam ont été évacués vers le nord de la Syrie. La poche de la Ghouta orientale est alors totalement reconquise par le régime.

### Capitulation des rebelles dans le Qalamoun oriental, en avril 2018

Offensive loyaliste dans le Qalamoun oriental, en avril 2018 :
Zone contrôlée par le régime syrien et ses alliés
Zone contrôlée par les rebelles

La chute de la Ghouta orientale provoque également la capitulation des rebelles dans le Qalamoun oriental. À Doumeir, une ville encerclée par les loyalistes à une cinquantaine de kilomètres au nord-est de Damas, le régime fait pression sur les rebelles pour pousser ces derniers à accepter un accord d'évacuation, bien que les rebelles de Doumeir avaient auparavant accepté un « accord de réconciliation » et un cessez-le-feu,. Le 17 avril, l'accord est conclu et les forces locales de Jaych al-Islam acceptent à leur tour de livrer la ville,. Le 18 avril, l'armée syrienne mène des frappes intenses autour de la ville afin d'impressionner les rebelles et de les pousser à accélérer ainsi la mise en œuvre des évacuations. L'armée entre à Doumeir le soir du 19 avril et y hisse le drapeau officiel syrien. Dans le même temps, 1 500 à 1 700 rebelles et 3 500 civils quittent la ville et sont évacués vers Jarablous,. 
Le 19 avril, les rebelles de trois autres petites villes au nord de Doumeir — Rouhaiba, Jairoud et Nassiriya — capitulent à leur tour,. Selon l'OSDH, les groupes rebelles présents dans la région sont Jaych al-Islam, la Force du Martyr Ahmed al-Abdo, Jaych al-Tahrir al-Cham, Ahrar al-Cham, Jaych Ossoud al-Charkiya, le Liwa Shuhada al-Qaryatayn, Saraya Ahl el-Cham et Hayat Tahrir al-Cham. Les évacuations débutent le 21 avril et s'achèvent le 25 : environ 3 200 rebelles accompagnés des membres de leurs familles sont conduits par bus à Jarablous,,,. Les 24 et 25 avril, l'armée syrienne reprend le contrôle de la région.

### Offensive loyaliste contre l'État islamique au sud de Damas, avril-mai 2018

Offensive loyaliste au sud de Damas, fin avril 2018 :
Zone contrôlée par le régime syrien et ses alliés
Zone contrôlée par l'État islamique
Zone contestée

Après la défaite des rebelles à Douma, une dernière poche échappe encore au régime syrien dans la Ghouta. Située au sud de Damas, elle comprend certaines parties des quartiers de Yarmouk, Al-Hajar al-Aswad, Qadam (en) et Tadamon, et est occupée depuis 2015 par les djihadistes de l'État islamique. Une petite enclave au nord de Yarmouk est également contrôlée par Hayat Tahrir al-Cham, en conflit à la fois avec le régime et l'État islamique. Selon l'Office de secours et de travaux des Nations unies pour les réfugiés de Palestine dans le Proche-Orient (UNRWA), environ 6 000 réfugiés palestiniens sont alors encore présents dans le quartier de Yarmouk — contre 200 000 au début de la guerre civile — et 6 000 autres vivent dans les alentours.
L'armée syrienne masse alors des troupes contre cette ultime poche : elle commence à la bombarder le 17 avril, tandis que l'EI effectue également des tirs de roquettes, puis lance le 19 avril un ultimatum aux djihadistes en leur laissant 48 heures pour se retirer de la zone,. Dans les derniers jours d'avril, les loyalistes reprennent une grande partie du quartier de Qadam,. De leur côté les forces de l'État islamique attaquent également les rebelles dans le quartier de Yalda, et s'emparent le 28 avril d'un hôpital et de plusieurs bâtiments adjacents. Environ 7 000 civils parviennent à fuir au début de l'offensive, certains franchissant le point de passage de Beit Sahem, tenu par les rebelles.
À l'est de Yarmouk, les quartiers de Yalda (en), Bab Bila et Beit Sahem (en) sont également toujours contrôlés par les rebelles, mais ces derniers, affiliés à Jaych al-Islam et Jaych al-Ababil Horan, respectent un cessez-le-feu conclu avec le régime en 2014,. Les rebelles acceptent cependant un accord d'évacuation avec Damas le 29 avril,. Selon les termes de l'accord, les forces de Jaych al-Islam sont évacuées vers le nord de la Syrie, tandis que celles de Jaych al-Ababil Horan, affiliées à l'Armée syrienne libre, rejoignent les forces du Front du Sud dans le gouvernorat de Deraa,. Le même jour, au nord de Yarmouk, les maigres forces de Hayat Tahrir al-Cham concluent un accord similaire avec le régime et la Russie, après des combats ayant fait au moins 22 morts pour les loyalistes et 19 pour les djihadistes entre le 19 et le 27 avril. Les rebelles d'Idleb acceptent également de relâcher 100 civils capturés dans le village de Chtabrak, près d'Idleb, et de laisser 5 000 habitants assiégés à Foua et Kafraya rejoindre Alep,. Les combattants de Hayar Tahrir al-Cham quittent Yarmouk avec leurs familles le 30 avril et arrivent dans le nord de la Syrie, à al-Eiss, le 1er mai,,. L'agence Sana et l'OSDH font état de l'évacuation de 200 personnes, combattants et civils, Hayat Tahrir al-Cham évoque pour sa part le départ de 108 combattants, 17 femmes et 16 enfants. Les évacuations des rebelles de Yalda, Bab Bila et Beit Sahem débutent quant à elles le 3 mai,. Au total, 8 400 à 9 000 personnes, combattants et civils, sont évacués de ces trois quartiers,. Le dernier convoi quitte Damas le 10 mai, marquant ainsi la fin de présence rebelle dans la région de Damas.
De leur côté, les djihadistes de l'État islamique opposent une forte résistance, bien que leurs forces ne soient estimées qu'à environ un millier de combattants,,. Début mai, le régime contrôle 60 % du quartier de Hajar al-Aswad, mais l'EI tient toujours 80 % du camp de Yarmouk selon l'OSDH. Les loyalistes parviennent à s'emparer de la principale route qui relie Hajar al-Aswad et Yarmouk, mais les djihadistes contre-attaquent et rétablissent la liaison les 5 et 6 mai. Aucune véritable progression n'est enregistrée par les loyalistes dans les premiers jours de mai. Cependant le 15 mai, les loyalistes finissent par reprendre entièrement le quartier d'Hajar al-Aswad.
Selon l'OSDH, du 19 avril au 20 mai, les combats entre les troupes du régime et les forces de l'État islamique ont fait au moins 251 morts chez les premières — dont 31 officiers et neuf prisonniers exécutés — et 233 morts pour les secondes, tandis qu'au moins 62 civils, dont 9 femmes et 16 enfants, ont également été tués,.
Selon l'OSDH, un accord négocié par les Russes et des réfugiés palestiniens pro-régime avec des représentants de l'État islamique est conclu le 19 mai et les évacuations des djihadistes vers la Badiya débutent le lendemain,. Le régime syrien ne fait aucune annonce, et les sources militaire des médias officiels démentent l'existence d'un accord, avant de reconnaître l'instauration d'un cessez-le-feu le 20 mai,. Selon l'OSDH, les évacuations des djihadistes s'achèvent le 21 mai ; 1 600 à 1 800 personnes, combattants et civils, sont évacués à bord de 32 bus en direction de l'Est,,. Le même jour, l'armée syrienne annonce la reconquête totale de Damas et de ses environs,.

## Bilan humain

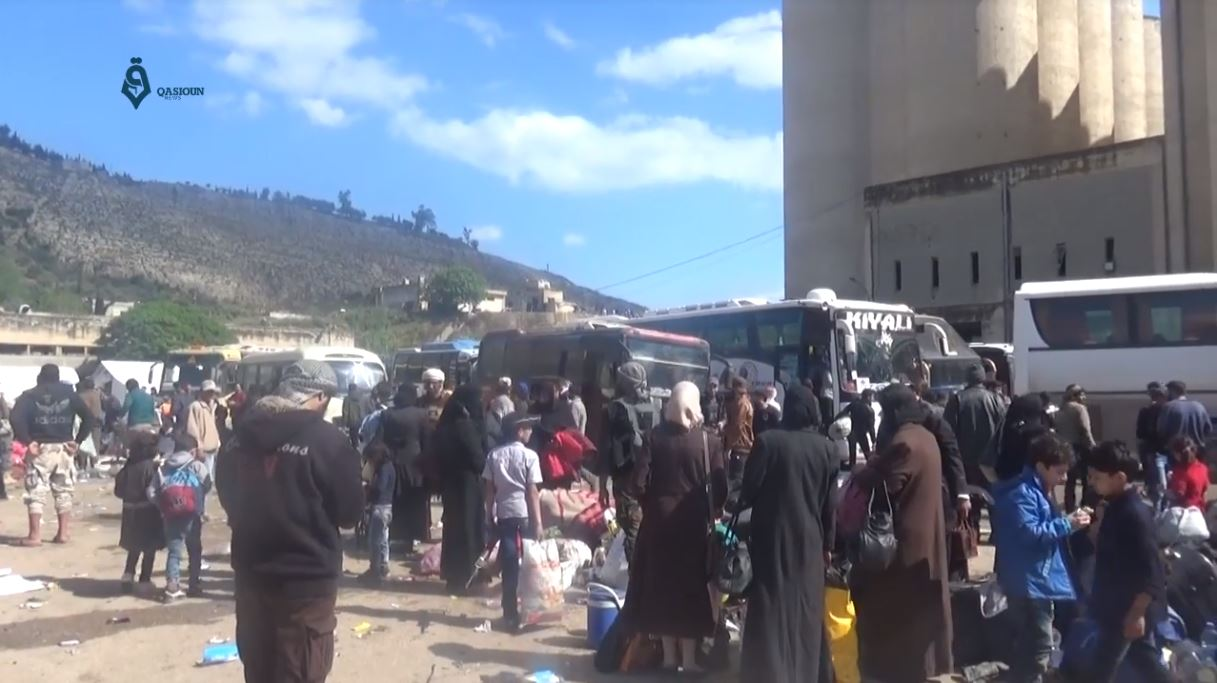
Des réfugiés arrivant à Idleb après leur évacuation de Douma, le 2 avril 2018.

### Pertes des forces belligérantes
À la fin de la bataille, le média pro-régime Al-Masdars News estime qu'au moins 10 000 combattants ont été tués dans chaque camp.
Dans le quartier de Yarmouk, les combattants palestiniens pro-régime du FPLP-CG perdent au moins 230 hommes au cours des années 2013, 2014 et 2015.
Une enquête est réalisée pour Bellingcat par Gregory Waters sur les pertes des forces loyalistes dans plusieurs offensives :
- 116 à 189 morts dans l'offensive de Jobar, entre le 19 mars et le 2 avril 2017[218] ;
- 49 à 54 morts dans l'offensive de Barzé et Qaboun, entre le 2 avril et le 15 mai 2017[218] ;
- 168 à 270 morts à Aïn Terma et Jobar, entre le 2 août et le 30 septembre 2017[218] ;
- 331 à 488 morts à Harasta, entre le 14 novembre 2017 et 18 février 2018[218] ;
- 544 morts contre les rebelles dans la Ghouta orientale entre le 18 février et le 14 avril 2018[218] ;
- 358 à 522 contre l'État islamique au sud de Damas entre le 12 mars et le 21 mai 2018[218].

### Pertes civiles
Selon le Réseau syrien des droits de l'homme (SNHR), au moins 12 763 civils, dont 1 127 femmes et 1 463 enfants, sont tués dans la Ghouta par les forces du régime syrien et leurs alliés entre mars 2011 et février 2018. Le SNHR indique ensuite que, 871 civils, dont 179 enfants, ont été tués dans la Ghouta pendant le mois qui a suivi la résolution 2401 du Conseil de sécurité de l'ONU impliquant un cessez-le-feu de 30 jours.
Selon un rapport d'Amnesty International publié le 12 août 2015, plus de 500 civils ont été tués par des frappes aériennes du régime syrien dans la Ghouta orientale entre janvier et juin 2015. L'ONG indique également que : « Le rapport recense 13 frappes aériennes et d’autres attaques assimilables à des crimes de guerre, qui ont tué 231 civils et seulement trois combattants ». De plus selon la Société médicale syro-américaine, 200 personnes sont mortes de faim ou par manque de soins médicaux entre le 21 octobre 2012 et le 31 janvier 2015. L'ONG palestinienne Jafra affirme également que 170 personnes sont mortes de faim à Yarmouk, entre 2013 et 2015.
L'Observatoire syrien des droits de l'homme (OSDH) donne plusieurs bilans sur les pertes civiles causées par les frappes aériennes et les tirs d'artillerie du régime syrien et de la Russie contre la Ghouta orientale :
- Au moins 257 morts, dont 50 enfants, du 16 au 26 août 2015[130]
- Au moins 324 civils tués en juillet et août 2016[529]
- Au moins 114 civils tués en juillet et août 2017[529]
- Au moins 1 992 civils tués, dont 286 femmes et 426 enfants, et 7 042 blessés du 14 novembre 2017 au 14 mars 2018[530]. 
  - Au moins 760 civils tués, dont 116 femmes et 176 enfants, entre le 14 novembre 2017 et le 14 février 2018[531].
  - Au moins 1 745 civils tués, dont 229 femmes et 371 enfants, et 6 000 blessés, du 18 février au 9 avril 2018[7],[532].

L'OSDH déclare également qu'au moins 200 civils ont été tués, dont 26 femmes et 28 enfants, et 851 blessés par des tirs rebelles sur Damas de début décembre 2017 à début avril 2018.
Médecins sans frontières (MSF), présent dans la Ghouta orientale, donne également plusieurs bilans sur les pertes civils infligées en zone rebelle :
- Au moins 180 civils tués et 1 600 blessés du 1er janvier au 18 février 2018[344] ;
- Au moins 1 005 civils tués et 4 829 blessés du 18 février au 3 mars 2018, « soit une moyenne de 344 blessés et 71 morts par jour », nombre appelé à augmenter en raison de l'absence de données pour 2 hôpitaux sur la journée du 3 mars[533].

Selon l'Union des Organisations de Secours et Soins médicaux (UOSSM), 820 civils ont été tués et 5 000 blessés dans la Ghouta entre le 18 février et le 6 mars 2018.
Selon les Casques blancs, au cours de l'année 2017, 1 337 civils ont été tués et 9 123 blessés dans la Ghouta orientale par les frappes aériennes et les tirs d'artillerie du régime syrien et de la Russie.
Selon des sources hospitalières locales citées par Le Monde et Libération, 18 800 personnes, dont 5 000 enfants, sont mortes dans la zone rebelle assiégée de la Ghouta, de 2013 à octobre 2017, et 50 000 autres ont été blessés,.

## Crimes de guerre et crimes contre l'humanité
Le 20 juin 2018, la Commission d’enquête indépendante et internationale (COI) sur la Syrie mandaté par le Conseil des droits de l'homme des Nations unies rend son rapport dans lequel elle accuse le régime syrien de crimes contre l'humanité et plusieurs groupes rebelles de crimes de guerre,. 
La COI condamne alors la « pratique barbare » du siège imposé par le camp loyaliste, et son président, Paulo Pinheiro, déclare que « Le fait que des civils assiégés soient attaqués sans distinction et qu'ils soient privés systématiquement de nourriture et de médicaments est totalement odieux ». Il ajoute que les troupes loyalistes ont recouru à des tactiques « illégales », visant à « punir les habitants et forcer la population à se rendre ou à mourir de faim ». Le rapport conclut que « certains actes perpétrés par les forces progouvernementales pendant le siège, notamment la privation délibérée de nourriture de la population civile comme pratique de guerre, s'apparentent à des crimes contre l'humanité ».
La COI accuse également des groupes rebelles comme Jaych al-Islam, Ahrar al-Cham ou Hayat Tahrir al-Cham, d'« attaques aveugles », ayant tué ou mutilé des centaines de civils. Le rapport indique également que « pendant toute la durée du siège, des groupes armés ont arrêté de façon arbitraire et torturé des civils à Douma, parmi lesquels des membres de minorités religieuses, commettant de façon répétée des crimes de guerre tels que la torture, les traitements cruels et les outrages à la dignité ».
Selon l'agence Sana et l'OSDH, un charnier contenant au moins 70 corps, dont celui d'une femme, les mains liées et pour la plupart exécuté d'une balles dans la tête, entre 2012 et 2014, est exhumé en février 2020 au sud-est de Douma,.